# Posłowie na Sejm Rzeczypospolitej Polskiej II kadencji (1993–1997)
Posłowie na Sejm Rzeczypospolitej Polskiej II kadencji – posłowie wybrani podczas wyborów parlamentarnych, które odbyły się w dniu 19 września 1993.
Pierwsze posiedzenie odbyło się 14 i 21 października 1993, a ostatnie, 115. – 4 września 1997. Kadencja Sejmu trwała od 19 września 1993 do 20 października 1997.
Kluby i koła na pierwszym posiedzeniu Sejmu II kadencji i stan na koniec kadencji.
| \| Ugrupowanie polityczne[a] \| Ugrupowanie polityczne[a] \| X 1993 \| X 1997 \| +/− \| \| ------------------------- \| ---------------------------------------------- \| ------ \| ------ \| --- \| \| \| Sojusz Lewicy Demokratycznej \| 171 \| 168 \| 3 \| \| \| Polskie Stronnictwo Ludowe \| 132 \| 127 \| 5 \| \| \| Unia Wolności[b] \| 74 \| 65 \| 9 \| \| \| Unia Pracy \| 41 \| 33 \| 8 \| \| \| Konfederacja Polski Niepodległej \| 22 \| 4 \| 18 \| \| \| Bezpartyjny Blok Wspierania Reform \| 16 \| 7 \| 9 \| \| \| Mniejszość Niemiecka[c] \| 4 \| 4 \| \| \| \| Federacyjny Klub Parlamentarny na rzecz AWS[d] \| – \| 15 \| – \| \| \| Koło Konserwatywno-Ludowe[e] \| – \| 8 \| – \| \| \| Porozumienie Prawicy – Solidarni w Wyborach[f] \| – \| 4 \| – \| \| \| Nowa Demokracja[g] \| – \| 3 \| – \| \| \| Polska Partia Socjalistyczna[h] \| – \| 3 \| – \| \| \| Posłowie niezrzeszeni[i] \| – \| 17 \| – \| \| Razem \| Razem \| 460 \| 458 \| 458 \| | Podział 460 mandatów: SLD: 171 UP: 41 PSL: 132 UD: 74 Mniejszość Niemiecka: 4 KPN: 22 BBWR: 16 |        |        |     |
| Ugrupowanie polityczne | Ugrupowanie polityczne                                                                         | X 1993 | X 1997 | +/− |
| | Sojusz Lewicy Demokratycznej                                                                   | 171    | 168    | 3   |
| | Polskie Stronnictwo Ludowe                                                                     | 132    | 127    | 5   |
| | Unia Wolności                                                                                  | 74     | 65     | 9   |
| | Unia Pracy                                                                                     | 41     | 33     | 8   |
| | Konfederacja Polski Niepodległej                                                               | 22     | 4      | 18  |
| | Bezpartyjny Blok Wspierania Reform                                                             | 16     | 7      | 9   |
| | Mniejszość Niemiecka                                                                           | 4      | 4      |     |
| | Federacyjny Klub Parlamentarny na rzecz AWS                                                    | –      | 15     | –   |
| | Koło Konserwatywno-Ludowe                                                                      | –      | 8      | –   |
| | Porozumienie Prawicy – Solidarni w Wyborach                                                    | –      | 4      | –   |
| | Nowa Demokracja                                                                                | –      | 3      | –   |
| | Polska Partia Socjalistyczna                                                                   | –      | 3      | –   |
| | Posłowie niezrzeszeni                                                                          | –      | 17     | –   |
| Razem | Razem                                                                                          | 460    | 458    | 458 |

## Prezydium Sejmu II kadencji
| Poseł                                                               | Poseł                   | Funkcja                         | Klub                              | Czas pełnienia funkcji    | Czas pełnienia funkcji    |
| Poseł                                                               | Poseł                   | Funkcja                         | Klub                              | Od                        | Do                        |
| ------------------------------------------------------------------- | ----------------------- | ------------------------------- | --------------------------------- | ------------------------- | ------------------------- |
|                                                                     | Aleksander Małachowski  | Marszałek senior                | Unia Pracy KP                     | 14 października 1993(dts) | 14 października 1993(dts) |
| Marszałek senior przewodniczy obradom Sejmu przed wyborem Prezydium |                         |                                 |                                   |                           |                           |
|                                                                     | Józef Oleksy            | Marszałek Sejmu                 | Sojusz Lewicy Demokratycznej KP   | 14 października 1993(dts) | 3 marca 1995(dts)         |
|                                                                     | Olga Krzyżanowska       | Wicemarszałek Sejmu             | KP Unii Wolności                  | 14 października 1993(dts) | 20 października 1997(dts) |
|                                                                     | Aleksander Małachowski  | Wicemarszałek Sejmu             | Unia Pracy KP                     | 14 października 1993(dts) | 20 października 1997(dts) |
|                                                                     | Józef Zych              | Wicemarszałek Sejmu             | KP Polskiego Stronnictwa Ludowego | 14 października 1993(dts) | 3 marca 1995(dts)         |
| Marszałek Sejmu                                                     | Józef Zych              | 3 marca 1995(dts)               | KP Polskiego Stronnictwa Ludowego | 20 października 1997(dts) |                           |
|                                                                     | Włodzimierz Cimoszewicz | Wicemarszałek Sejmu             | Sojusz Lewicy Demokratycznej KP   | 3 marca 1995(dts)         | 14 lutego 1996(dts)       |
| Marek Borowski                                                      | Wicemarszałek Sejmu     | Sojusz Lewicy Demokratycznej KP | 16 lutego 1996(dts)               | 20 października 1997(dts) |                           |

## Przynależność klubowa

### Stan na koniec kadencji
Posłowie II kadencji zrzeszeni byli w następujących klubach i kole parlamentarnym:
- Sojusz Lewicy Demokratycznej Klub Parlamentarny – 168 posłów, przewodniczący klubu Jerzy Szmajdziński[8],
- Klub Parlamentarny Polskiego Stronnictwa Ludowego – 127 posłów, przewodniczący klubu Waldemar Pawlak[8],
- Klub Parlamentarny Unii Wolności – 65 posłów, przewodniczący klubu Bronisław Geremek[8],
- Unia Pracy Klub Parlamentarny – 33 posłów przewodniczący klubu Ryszard Bugaj[8],
- Federacyjny Klub Parlamentarny na rzecz Akcji Wyborczej Solidarność – 15 posłów, przewodniczący klubu Janina Kraus[8],
- Koło Konserwatywno-Ludowe – 8 posłów, przewodniczy klubu Piotr Buczkowski[8],
- Koło Parlamentarne Bezpartyjnego Bloku Wspierania Reform – 7 posłów, przewodniczący koła Andrzej Gąsienica-Makowski[8],
- Koło Parlamentarne Konfederacji Polski Niepodległej – 4 posłów, przewodniczący koła Robert Moczulski[8],
- Koło Mniejszości Niemieckiej – 4 posłów, przewodniczący koła Henryk Kroll[8],
- Koło Parlamentarne Porozumienie Prawicy – Solidarni w Wyborach – 4 posłów, przewodniczący koła Jerzy Gwiżdż[8],
- Nowa Demokracja Koło Poselskie – 3 posłów, przewodniczący koła Sławomir Nowakowski[8],
- Koło Parlamentarne Polskiej Partii Socjalistycznej – 3 posłów, przewodniczący koła Piotr Ikonowicz[8],
- Posłowie niezrzeszeni – 17 posłów[8].

| | | | |  |  |
| - Władysław Adamski - Romuald Ajchler - Aleksander Andryszak - Jolanta Banach - Anna Bańkowska - Krzysztof Baszczyński - Tadeusz Biliński - Barbara Blida - Jadwiga Błoch - Zbigniew Bomba - Marek Borowski - Andrzej Brachmański - Krzysztof Brzeziński - Jan Budkiewicz - Bogdan Bujak - Władysław Bułka - Jan Byra - Stefan Ceranka - Jan Chojnacki - Danuta Ciborowska - Wiesław Ciesielski - Włodzimierz Cimoszewicz - Zygmunt Cybulski - Stanisław Czajczyński - Mieczysław Czerniawski - Dorota Dancewicz - Witold Deręgowski - Teresa Dobosz - Marek Dyduch - Stanisław Dzienisiewicz - Jerzy Dziewulski - Witold Firak - Tadeusz Gawin - Lubomir Gliniecki - Wojciech Grabałowski - Józef Grabek - Danuta Grabowska - Leon Grela - Ryszard Grodzicki - Grzegorz Gruszka - Zofia Grzebisz-Nowicka - Adam Halber | - Bolesław Herudziński - Barbara Hyla-Makowska - Tadeusz Iwiński - Stanisław Janas - Krzysztof Janik - Jerzy Jankowski - Zbigniew Janowski - Jerzy Jaskiernia - Teresa Jasztal - Mieczysław Jedoń - Tadeusz Jędrzejczak - Ignacy Jurecki - Janusz Jurek - Seweryn Jurgielaniec - Wiesław Kaczmarek - Józef Kaleta - Zbigniew Kaniewski - Jacek Kasprzyk - Paweł Kasprzyk - Jan Kisieliński - Antoni Kobielusz - Jacek Kocjan - Włodzimierz Konarski - Stanisław Kopeć - Jerzy Kossakowski - Wiesław Kossakowski - Stanisław Kowalczyk - Bronisława Kowalska - Mieczysław Krajewski - Aleksander Krawczuk - Bogdan Krysiewicz - Zenon Kufel - Janusz Lemański - Marek Lewandowski - Ewa Lewicka-Łęgowska - Krystyna Łybacka - Wit Majewski - Janusz Maksymiuk - Janusz Malinowski - Stanisław Maliszewski - Maciej Manicki - Marian Marczewski | - Sławomir Marczewski - Wacław Martyniuk - Tadeusz Matyjek - Marek Mazurkiewicz - Leszek Miller - Kazimierz Milner - Kazimierz Modzelewski - Alicja Murynowicz - Kazimierz Musielak - Włodzimierz Nieporęt - Irena Nowacka - Wojciech Nowaczyk - Kazimierz Nowak - Józef Nowicki - Roman Nowicki - Kazimierz Nycz - Józef Oleksy - Marek Olewiński - Andrzej Olszewski - Małgorzata Ostrowska - Urszula Pająk - Jerzy Panek - Henryk Paniec - Kazimierz Pańtak - Jerzy Passendorfer - Longin Pastusiak - Stanisław Paszczyk - Stanisław Pawlak - Regina Pawłowska - Jacek Piechota - Mieczysław Piecka - Elżbieta Piela-Mielczarek - Józef Pilarczyk - Andrzej Piotrowski - Sergiusz Plewa - Czesław Pogoda - Franciszek Potulski - Marek Rojszyk - Andrzej Rokicki - Stanisław Rusznica - Kazimierz Sas - Ireneusz Sekuła | - Zbigniew Siemiątkowski - Izabella Sierakowska - Włodzimierz Sitek - Marek Siwiec - Szczepan Skomra - Andrzej Skrzyński - Andrzej Słomski - Zbigniew Sobotka - Stanisław Stec - Władysław Stępień - Andrzej Szarawarski - Wiesław Szczepański - Władysław Szkop - Jerzy Szmajdziński - Jerzy Szteliga - Wiesław Szweda - Lech Szymańczyk - Jan Szymański - Renata Szynalska - Janusz Ślesak - Czesław Śleziak - Tadeusz Tomaszewski - Zdzisław Tuszyński - Ryszard Ulicki - Andrzej Urbańczyk - Danuta Waniek - Jerzy Wenderlich - Jerzy Wiatr - Zbigniew Wieczorek - Zofia Wilczyńska - Małgorzata Winiarczyk-Kossakowska - Zbyszek Zaborowski - Jan Zaciura - Ryszard Zając - Tadeusz Zając - Jerzy Zakrzewski - Anna Zalewska - Ryszard Zbrzyzny - Janusz Zemke - Władysław Żbikowski - Andrzej Żelazowski - Marian Żenkiewicz |  |  |
| Klub Parlamentarny Polskiego Stronnictwa Ludowego | | | |  |  |
| | | | |  |  |
| - Kazimierz Adamski - Jan Andrykiewicz - Andrzej Bajołek - Stanisław Bartoszek - Zygmunt Bartoszewicz - Aleksander Bentkowski - Henryk Bogdan - Włodzimierz Bogusławski - Ryszard Bondyra - Roman Borek - Jan Borkowski - Leszek Bugaj - Jan Bury - Henryk Choryngiewicz - Janusz Cichosz - Jacek Ciecióra - Stanisław Ciesielski - Czesław Cieślak - Kazimierz Dejmek - Adam Dobroński - Janusz Dobrosz - Waldemar Dobrowolski - Alfred Domagalski - Stanisław Fal - Tadeusz Gajda - Zbigniew Galek - Alojzy Gąsiorczyk - Tomasz Gietek - Edward Gnat - Tadeusz Goć - Wiesław Gołębiewski - Józef Gruszka | - Andrzej Grzyb - Roman Jagieliński - Władysław Jasiński - Jerzy Kado - Ryszard Kalbarczyk - Stanisław Kalemba - Jarosław Kalinowski - Józef Kalisz - Mieczysław Kasprzak - Leszek Kiełczewski - Henryk Kisielewski - Ryszard Kołodziej - Jan Kopczyk - Grażyna Kotowicz - Tadeusz Kowalczyk - Jan Kowalik - Piotr Kozłowski - Marian Król - Jan Kubik - Ryszard Kujawa - Maria Kurnatowska - Jarosław Kurzawa - Stanisław Kusior - Józef Łochowski - Aleksander Łuczak - Bolesław Machnio - Janusz Maćkowiak - Tadeusz Madzia - Andrzej Malinowski - Aleksandra Małachowska - Stanisław Masternak - Jan Mączewski | - Władysław Medwid - Józef Michalik - Marian Michalski - Waldemar Michna - Zbigniew Mierzwa - Józef Mioduszewski - Wiesław Opęchowski - Krystyna Ozga - Stanisław Pasoń - Mirosław Pawlak - Waldemar Pawlak - Jacek Pawlicki - Irena Petryna - Bogdan Pęk - Wiesław Piątkowski - Janusz Piechociński - Jan Pieniądz - Lucyna Pietrzyk - Jerzy Pistelok - Lesław Podkański - Zdzisław Podkański - Tadeusz Polański - Miron Pomirski - Ignacy Półćwiartek - Adam Rychliczek - Grzegorz Rytych - Tadeusz Sabat - Tadeusz Samborski - Marek Sawicki - Władysław Serafin - Ireneusz Skubis - Tadeusz Sławecki | - Ryszard Smolarek - Jacek Soska - Ryszard Stanibuła - Marian Starownik - Stanisław Stasiak - Wiesław Stasiak - Franciszek Stefaniuk - Michał Strąk - Zygmunt Suszczewicz - Tadeusz Sytek - Sławomir Szatkowski - Jan Szczepaniak - Adam Szczęsny - Krzysztof Szymański - Klemens Ścierski - Andrzej Śmietanko - Władysław Święs - Jan Świrepo - Antoni Tarczyński - Władysław Tomaszewski - Krzysztof Trawicki - Janusz Wierzbicki - Andrzej Wiśniewski - Jan Wołek - Stanisław Wójcik - Władysław Wrona - Wojciech Zarzycki - Józef Zegar - Józef Zych - Władysław Żabiński - Stanisław Żelichowski |  |  |
| Klub Parlamentarny Unii Wolności | | | |  |  |
| | | | |  |  |
| - Marek Balicki - Lidia Błądek - Andrzej Bober - Bogdan Borusewicz - Juliusz Braun - Krzysztof Budnik - Andrzej Celiński - Jerzy Ciemniewski - Mirosław Czech - Maria Dmochowska - Krzysztof Dołowy - Karol Działoszyński - Czesław Fiedorowicz - Grzegorz Figura - Władysław Frasyniuk - Andrzej Gaberle - Radosław Gawlik | - Bronisław Geremek - Helena Góralska - Barbara Imiołczyk - Zbigniew Janas - Jerzy Koralewski - Stanisław Kracik - Jan Król - Olga Krzyżanowska - Jacek Kuroń - Irena Lipowicz - Jan Lityński - Krzysztof Luks - Tadeusz Mazowiecki - Zbigniew Mączka - Janusz Niemcewicz - Piotr Nowina-Konopka - Jan Okoński | - Jan Olszowski - Janusz Onyszkiewicz - Epaminondas Osiatyński - Andrzej Potocki - Włodzimierz Puzyna - Jan Rulewski - Ryszard Setnik - Anna Skowrońska-Łuczyńska - Grażyna Staniszewska - Joanna Staręga-Piasek - Maria Stolzman - Hanna Suchocka - Tadeusz Syryjczyk - Joanna Szafruga-Sypniewska - Kazimierz Szczygielski - Iwona Śledzińska-Katarasińska - Jacek Taylor | - Ludwik Turko - Anna Urbanowicz - Andrzej Wielowieyski - Jerzy Wierchowicz - Krzysztof Wolfram - Gwidon Wójcik - Wiesław Wójcik - Henryk Wujec - Jan Wyrowiński - Maria Zajączkowska - Marcin Zawiła - Jerzy Zdrada - Marek Zieliński - Tadeusz Zieliński |  |  |
| Unia Pracy Klub Parlamentarny | | | |  |  |
| | | | |  |  |
| - Andrzej Aumiller - Wojciech Borowik - Ryszard Bugaj - Zbigniew Bujak - Piotr Czarnecki - Ryszard Faszyński - Janusz Grott - Zygmunt Jakubczyk - Izabela Jaruga-Nowacka | - Tadeusz Jedynak - Bogusław Kaczmarek - Sergiusz Karpiński - Michał Kowalczyk - Aleksander Małachowski - Mirosław Małachowski - Grzegorz Marciniak - Piotr Marciniak - Tadeusz Moszyński | - Tomasz Nałęcz - Konrad Napierała - Ryszard Nowak - Maria Nowakowska - Piotr Pankanin - Marek Pol - Danuta Polak - Stanisław Rogowski - Artur Siedlarek | - Krystyna Sienkiewicz - Artur Smółko - Beata Świerczyńska - Krzysztof Wiecheć - Stanisław Wiśniewski - Wiesława Ziółkowska |  |  |
| Federacyjny Klub Parlamentarny na rzecz Akcji Wyborczej Solidarność | | | |  |  |
| | | | |  |  |
| - Wojciech Błasiak - Ryszard Burski - Henryk Dyrda - Grzegorz Kaczmarzyk | - Andrzej Kaźmierczak - Robert Kościelny - Janusz Koza - Janina Kraus | - Krzysztof Laga - Krzysztof Popenda - Adam Słomka - Leszek Smykowski | - Bernard Szweda - Hans Szyc - Kazimierz Wilk |  |  |
| Koło Konserwatywno-Ludowe | | | |  |  |
| | | | |  |  |
| - Wojciech Arkuszewski - Piotr Buczkowski | - Leszek Chwat - Bronisław Komorowski | - Andrzej Machowski - Zdobysław Milewski | - Piotr Polmański - Jan Rokita |  |  |
| Koło Parlamentarne Bezpartyjnego Bloku Wspierania Reform | | | |  |  |
| | | | |  |  |
| - Andrzej Gąsienica-Makowski - Stanisław Kowolik | - Ryszard Olszewski - Zbigniew Pietrzykowski | - Marian Piotrowski - Zdzisław Pisarek | - Leszek Zieliński |  |  |
| Koło Parlamentarne Konfederacji Polski Niepodległej | | | |  |  |
| | | | |  |  |
| - Grzegorz Cygonik | - Krzysztof Król | - Robert Moczulski | - Dariusz Wójcik |  |  |
| Koło Mniejszości Niemieckiej | | | |  |  |
| | | | |  |  |
| - Joachim Czernek | - Henryk Kroll | - Roman Kurzbauer | - Helmut Paździor |  |  |
| Koło Parlamentarne Porozumienie Prawicy – Solidarni w Wyborach | | | |  |  |
| | | | |  |  |
| - Tadeusz Gąsienica-Łuszczek | - Andrzej Gołaś | - Jerzy Gwiżdż | - Jerzy Wuttke |  |  |
| Nowa Demokracja Koło Poselskie | | | |  |  |
| | | | |  |  |
| - Eugeniusz Januła | - Sławomir Nowakowski | - Jan Zaborowski | |  |  |
| Koło Parlamentarne Polskiej Partii Socjalistycznej | | | |  |  |
| | | | |  |  |
| - Piotr Ikonowicz | - Cezary Miżejewski | - Maria Walczyńska-Rechmal | |  |  |
| Posłowie niezrzeszeni | | | |  |  |
| | | | |  |  |
| - Piotr Aszyk - Piotr Chojnacki - Andrzej Czajka - Jerzy Eysymontt - Henryk Hajduk | - Krzysztof Kamiński - Barbara Labuda - Andrzej Micewski - Andrzej Ostoja-Owsiany - Katarzyna Piekarska | - Paweł Saar - Henryk Siedlecki - Jan Skrobisz - Zbigniew Szczypiński - Janusz Szymański | - Jacek Vieth - Zbigniew Zysk |  |  |

### Posłowie, których mandat wygasł w trakcie kadencji (19 posłów)
| Poseł                  | Poseł                      | Data wygaśnięcia mandatu                          | Przyczyna                                        | Następca                     |
| ---------------------- | -------------------------- | ------------------------------------------------- | ------------------------------------------------ | ---------------------------- |
|                        | Marian Korczak             | 7 października 1994(dts)                          | śmierć                                           | Roman Borek                  |
|                        | Halina Licnerska           | 7 października 1994(dts)                          | śmierć                                           | Zbigniew Szczypiński         |
|                        | Wanda Sokołowska           | 7 października 1994(dts)                          | śmierć                                           | Andrzej Rokicki              |
|                        | Maria Trzcińska-Fajfrowska | 7 października 1994(dts)                          | śmierć                                           | Piotr Polmański              |
|                        | Janusz Wojciechowski       | 23 czerwca 1995(dts)                              | powołanie na Prezesa Najwyższej Izby Kontroli    | Tadeusz Gajda                |
| Maria Olszewska        | 14 września 1995(dts)      | śmierć                                            | Stanisław Fal                                    |                              |
|                        | Jacek Uczkiewicz           | 26 września 1995(dts)                             | zrzeczenie się mandatu                           | Teresa Jasztal               |
| Kazimierz Iwaniec      | 22 grudnia 1995(dts)       | śmierć                                            | Paweł Kasprzyk                                   |                              |
| Aleksander Kwaśniewski | 23 grudnia 1995(dts)       | zrzeczenie się mandatu                            | Jerzy Passendorfer                               |                              |
| Zbigniew Gorzelańczyk  | 6 lutego 1996(dts)         | śmierć                                            | Wiesław Szczepański                              |                              |
|                        | Marek Wielgus              | śmierć                                            | 6 lutego 1996(dts)                               | Marian Piotrowski            |
|                        | Marcin Święcicki           | 1 maja 1996(dts)                                  | zrzeczenie się mandatu                           | Andrzej Bober                |
| Andrzej Czernecki      | 30 czerwca 1996(dts)       | zrzeczenie się mandatu                            | Anna Urbanowicz                                  |                              |
|                        | Andrzej Lipski             | 21 lipca 1996(dts)                                | śmierć                                           | Bolesław Herudziński         |
| Ewa Spychalska         | 3 listopada 1996(dts)      | mianowanie na Ambasadora RP w Republice Białorusi | Janusz Ślesak                                    |                              |
|                        | Jan Komornicki             | 16 kwietnia 1997(dts)                             | zrzeczenie się mandatu                           | Tadeusz Goć                  |
|                        | Tadeusz Kowalczyk          | 19 lipca 1997(dts)                                | śmierć                                           | Jacek Vieth                  |
|                        | Wojciech Lamentowicz       | 13 września 1997(dts)                             | mianowanie na Ambasadora RP w Republice Greckiej | mandat pozostał nieobsadzony |
|                        | Ryszard Żochowski          | 17 września 1997(dts)                             | śmierć                                           | mandat pozostał nieobsadzony |

## Lista według okręgów wyborczych
| Lista ogólnopolska                                                                                | | | | |                                                                                                   | |                                                                                                   | |                                                                                                   |                                                                                                   |                                                                                                   |                                                                                                   |                                                                                                   |                                                                                                   |  |  |  |  |  |
| Posłowie wybrani z list poszczególnych komitetów wyborczych (w nawiasach liczba zdobytych głosów) | | | | |                                                                                                   | |                                                                                                   | |                                                                                                   |                                                                                                   |                                                                                                   |                                                                                                   |                                                                                                   |                                                                                                   |  |  |  |  |  |
|                                                                                                   | | Sojusz Lewicy Demokratycznej (2 815 169) Marek Rojszyk Ryszard Grodzicki Wiesław Kaczmarek Mieczysław Krajewski Zdzisław Tuszyński Cezary Miżejewski Stanisław Paszczyk Włodzimierz Konarski Janusz Maksymiuk Wojciech Grabałowski Ignacy Jurecki Stanisław Janas Urszula Pająk Bogdan Krysiewicz Adam Halber Jan Budkiewicz Kazimierz Modzelewski Zofia Grzebisz-Nowicka Leon Grela Tadeusz Gawin Aleksander Andryszak Andrzej Skrzyński Andrzej Żelazowski Władysław Żbikowski Roman Nowicki Bolesław Herudziński | | Polskie Stronnictwo Ludowe (2 124 367) Janusz Cichosz Andrzej Micewski Kazimierz Dejmek Czesław Cieślak Miron Pomirski Wiesław Piątkowski Michał Strąk Bolesław Machnio Lucyna Pietrzyk Stanisław Wójcik Stanisław Stasiak Andrzej Bajołek Alojzy Gąsiorczyk Waldemar Michna Józef Zegar Tadeusz Madzia Wiesław Kossakowski Władysław Jasiński Piotr Kozłowski Tadeusz Goć |                                                                                                   | Unia Demokratyczna (1 460 957) Andrzej Celiński Henryk Wujec Janusz Onyszkiewicz Wojciech Arkuszewski Maria Stolzman Ludwik Turko Jerzy Ciemniewski Jerzy Zdrada Andrzej Gaberle Zbigniew Janas Marek Zieliński Mirosław Czech Joanna Staręga-Piasek Anna Urbanowicz |                                                                                                   | Unia Pracy (1 005 004) Artur Smółko Artur Siedlarek Izabela Jaruga-Nowacka Marek Pol Krzysztof Wiecheć Sławomir Nowakowski Henryk Hajduk Michał Kowalczyk Ryszard Faszyński |                                                                                                   |                                                                                                   |                                                                                                   |                                                                                                   |                                                                                                   |                                                                                                   |  |  |  |  |  |
| Województwo warszawskie                                                                           | | | | |                                                                                                   | |                                                                                                   | |                                                                                                   |                                                                                                   |                                                                                                   |                                                                                                   |                                                                                                   |                                                                                                   |  |  |  |  |  |
| Nr                                                                                                | Posłowie wybrani z list poszczególnych komitetów wyborczych (w nawiasach liczba zdobytych głosów)                                                                        | Posłowie wybrani z list poszczególnych komitetów wyborczych (w nawiasach liczba zdobytych głosów) | Posłowie wybrani z list poszczególnych komitetów wyborczych (w nawiasach liczba zdobytych głosów)                     | Posłowie wybrani z list poszczególnych komitetów wyborczych (w nawiasach liczba zdobytych głosów) | Posłowie wybrani z list poszczególnych komitetów wyborczych (w nawiasach liczba zdobytych głosów) | Posłowie wybrani z list poszczególnych komitetów wyborczych (w nawiasach liczba zdobytych głosów) | Posłowie wybrani z list poszczególnych komitetów wyborczych (w nawiasach liczba zdobytych głosów) | Posłowie wybrani z list poszczególnych komitetów wyborczych (w nawiasach liczba zdobytych głosów)                                                                           | Posłowie wybrani z list poszczególnych komitetów wyborczych (w nawiasach liczba zdobytych głosów) | Posłowie wybrani z list poszczególnych komitetów wyborczych (w nawiasach liczba zdobytych głosów) | Posłowie wybrani z list poszczególnych komitetów wyborczych (w nawiasach liczba zdobytych głosów) | Posłowie wybrani z list poszczególnych komitetów wyborczych (w nawiasach liczba zdobytych głosów) | Posłowie wybrani z list poszczególnych komitetów wyborczych (w nawiasach liczba zdobytych głosów) | Posłowie wybrani z list poszczególnych komitetów wyborczych (w nawiasach liczba zdobytych głosów) |  |  |  |  |  |
| 1                                                                                                 | | Sojusz Lewicy Demokratycznej Danuta Waniek (4762) Jerzy Wiatr (3895) Jan Zaciura (3247) Stanisław Wiśniewski (1787) Włodzimierz Nieporęt (1684) Jerzy Passendorfer (929) wakat | | Unia Demokratyczna Bronisław Geremek (57 219) Jacek Kuroń (49 442) Andrzej Wielowieyski (14 220) Katarzyna Piekarska (3171) Krzysztof Dołowy (1543) |                                                                                                   | Unia Pracy Ryszard Bugaj (86 708) Beata Świerczyńska (1509) Tomasz Nałęcz (1314) |                                                                                                   | Bezpartyjny Blok Wspierania Reform Jerzy Eysymontt (15 235) |                                                                                                   | Konfederacja Polski Niepodległej Krzysztof Król (22 943)                                          |                                                                                                   |                                                                                                   |                                                                                                   |                                                                                                   |  |  |  |  |  |
| 2                                                                                                 | Sojusz Lewicy Demokratycznej Lech Szymańczyk (10 142) Teresa Dobosz (6208)                                                                                               | | Polskie Stronnictwo Ludowe Janusz Piechociński (9949) Aleksandra Małachowska (4203)                                   | | Unia Demokratyczna Marek Balicki (12 476) Jan Olszowski (4516)                                    | | Unia Pracy Wojciech Borowik (5998)                                                                | | Bezpartyjny Blok Wspierania Reform Marian Piotrowski (2258)                                       |                                                                                                   |                                                                                                   |                                                                                                   |                                                                                                   |                                                                                                   |  |  |  |  |  |
| Województwo bialskopodlaskie                                                                      | | | | |                                                                                                   | |                                                                                                   | |                                                                                                   |                                                                                                   |                                                                                                   |                                                                                                   |                                                                                                   |                                                                                                   |  |  |  |  |  |
| Nr                                                                                                | Posłowie wybrani z list poszczególnych komitetów wyborczych (w nawiasach liczba zdobytych głosów)                                                                        | Posłowie wybrani z list poszczególnych komitetów wyborczych (w nawiasach liczba zdobytych głosów) | Posłowie wybrani z list poszczególnych komitetów wyborczych (w nawiasach liczba zdobytych głosów)                     | Posłowie wybrani z list poszczególnych komitetów wyborczych (w nawiasach liczba zdobytych głosów) | Posłowie wybrani z list poszczególnych komitetów wyborczych (w nawiasach liczba zdobytych głosów) | Posłowie wybrani z list poszczególnych komitetów wyborczych (w nawiasach liczba zdobytych głosów) | Posłowie wybrani z list poszczególnych komitetów wyborczych (w nawiasach liczba zdobytych głosów) | Posłowie wybrani z list poszczególnych komitetów wyborczych (w nawiasach liczba zdobytych głosów)                                                                           | Posłowie wybrani z list poszczególnych komitetów wyborczych (w nawiasach liczba zdobytych głosów) | Posłowie wybrani z list poszczególnych komitetów wyborczych (w nawiasach liczba zdobytych głosów) | Posłowie wybrani z list poszczególnych komitetów wyborczych (w nawiasach liczba zdobytych głosów) | Posłowie wybrani z list poszczególnych komitetów wyborczych (w nawiasach liczba zdobytych głosów) | Posłowie wybrani z list poszczególnych komitetów wyborczych (w nawiasach liczba zdobytych głosów) | Posłowie wybrani z list poszczególnych komitetów wyborczych (w nawiasach liczba zdobytych głosów) |  |  |  |  |  |
| 3                                                                                                 | | Polskie Stronnictwo Ludowe Franciszek Stefaniuk (21 205) Tadeusz Sławecki (4364) | | Sojusz Lewicy Demokratycznej Szczepan Skomra (6909) |                                                                                                   | |                                                                                                   | |                                                                                                   |                                                                                                   |                                                                                                   |                                                                                                   |                                                                                                   |                                                                                                   |  |  |  |  |  |
| Województwo białostockie                                                                          | | | | |                                                                                                   | |                                                                                                   | |                                                                                                   |                                                                                                   |                                                                                                   |                                                                                                   |                                                                                                   |                                                                                                   |  |  |  |  |  |
| Nr                                                                                                | Posłowie wybrani z list poszczególnych komitetów wyborczych (w nawiasach liczba zdobytych głosów)                                                                        | Posłowie wybrani z list poszczególnych komitetów wyborczych (w nawiasach liczba zdobytych głosów) | Posłowie wybrani z list poszczególnych komitetów wyborczych (w nawiasach liczba zdobytych głosów)                     | Posłowie wybrani z list poszczególnych komitetów wyborczych (w nawiasach liczba zdobytych głosów) | Posłowie wybrani z list poszczególnych komitetów wyborczych (w nawiasach liczba zdobytych głosów) | Posłowie wybrani z list poszczególnych komitetów wyborczych (w nawiasach liczba zdobytych głosów) | Posłowie wybrani z list poszczególnych komitetów wyborczych (w nawiasach liczba zdobytych głosów) | Posłowie wybrani z list poszczególnych komitetów wyborczych (w nawiasach liczba zdobytych głosów)                                                                           | Posłowie wybrani z list poszczególnych komitetów wyborczych (w nawiasach liczba zdobytych głosów) | Posłowie wybrani z list poszczególnych komitetów wyborczych (w nawiasach liczba zdobytych głosów) | Posłowie wybrani z list poszczególnych komitetów wyborczych (w nawiasach liczba zdobytych głosów) | Posłowie wybrani z list poszczególnych komitetów wyborczych (w nawiasach liczba zdobytych głosów) | Posłowie wybrani z list poszczególnych komitetów wyborczych (w nawiasach liczba zdobytych głosów) | Posłowie wybrani z list poszczególnych komitetów wyborczych (w nawiasach liczba zdobytych głosów) |  |  |  |  |  |
| 4                                                                                                 | | Sojusz Lewicy Demokratycznej Włodzimierz Cimoszewicz (51 710) Sergiusz Plewa (4303) Stanisław Maliszewski (1294) Mieczysław Piecka (914) | | Polskie Stronnictwo Ludowe Adam Dobroński (4254) |                                                                                                   | Unia Pracy Aleksander Małachowski (11 024) |                                                                                                   | Unia Demokratyczna Krzysztof Wolfram (7276) |                                                                                                   |                                                                                                   |                                                                                                   |                                                                                                   |                                                                                                   |                                                                                                   |  |  |  |  |  |
| Województwo bielskie                                                                              | | | | |                                                                                                   | |                                                                                                   | |                                                                                                   |                                                                                                   |                                                                                                   |                                                                                                   |                                                                                                   |                                                                                                   |  |  |  |  |  |
| Nr                                                                                                | Posłowie wybrani z list poszczególnych komitetów wyborczych (w nawiasach liczba zdobytych głosów)                                                                        | Posłowie wybrani z list poszczególnych komitetów wyborczych (w nawiasach liczba zdobytych głosów) | Posłowie wybrani z list poszczególnych komitetów wyborczych (w nawiasach liczba zdobytych głosów)                     | Posłowie wybrani z list poszczególnych komitetów wyborczych (w nawiasach liczba zdobytych głosów) | Posłowie wybrani z list poszczególnych komitetów wyborczych (w nawiasach liczba zdobytych głosów) | Posłowie wybrani z list poszczególnych komitetów wyborczych (w nawiasach liczba zdobytych głosów) | Posłowie wybrani z list poszczególnych komitetów wyborczych (w nawiasach liczba zdobytych głosów) | Posłowie wybrani z list poszczególnych komitetów wyborczych (w nawiasach liczba zdobytych głosów)                                                                           | Posłowie wybrani z list poszczególnych komitetów wyborczych (w nawiasach liczba zdobytych głosów) | Posłowie wybrani z list poszczególnych komitetów wyborczych (w nawiasach liczba zdobytych głosów) | Posłowie wybrani z list poszczególnych komitetów wyborczych (w nawiasach liczba zdobytych głosów) | Posłowie wybrani z list poszczególnych komitetów wyborczych (w nawiasach liczba zdobytych głosów) | Posłowie wybrani z list poszczególnych komitetów wyborczych (w nawiasach liczba zdobytych głosów) | Posłowie wybrani z list poszczególnych komitetów wyborczych (w nawiasach liczba zdobytych głosów) |  |  |  |  |  |
| 5                                                                                                 | | Sojusz Lewicy Demokratycznej Antoni Kobielusz (7364) Władysław Bułka (3853) Janusz Ślesak (2185) | | Unia Demokratyczna Grażyna Staniszewska (25 862) Grzegorz Figura (3429) |                                                                                                   | Konfederacja Polski Niepodległej Kazimierz Wilk (11 941) |                                                                                                   | Polskie Stronnictwo Ludowe Tadeusz Sabat (4558) |                                                                                                   | Bezpartyjny Blok Wspierania Reform Zbigniew Pietrzykowski (7454)                                  |                                                                                                   | Unia Pracy Tadeusz Jedynak (7282)                                                                 |                                                                                                   |                                                                                                   |  |  |  |  |  |
| Województwo bydgoskie                                                                             | | | | |                                                                                                   | |                                                                                                   | |                                                                                                   |                                                                                                   |                                                                                                   |                                                                                                   |                                                                                                   |                                                                                                   |  |  |  |  |  |
| Nr                                                                                                | Posłowie wybrani z list poszczególnych komitetów wyborczych (w nawiasach liczba zdobytych głosów)                                                                        | Posłowie wybrani z list poszczególnych komitetów wyborczych (w nawiasach liczba zdobytych głosów) | Posłowie wybrani z list poszczególnych komitetów wyborczych (w nawiasach liczba zdobytych głosów)                     | Posłowie wybrani z list poszczególnych komitetów wyborczych (w nawiasach liczba zdobytych głosów) | Posłowie wybrani z list poszczególnych komitetów wyborczych (w nawiasach liczba zdobytych głosów) | Posłowie wybrani z list poszczególnych komitetów wyborczych (w nawiasach liczba zdobytych głosów) | Posłowie wybrani z list poszczególnych komitetów wyborczych (w nawiasach liczba zdobytych głosów) | Posłowie wybrani z list poszczególnych komitetów wyborczych (w nawiasach liczba zdobytych głosów)                                                                           | Posłowie wybrani z list poszczególnych komitetów wyborczych (w nawiasach liczba zdobytych głosów) | Posłowie wybrani z list poszczególnych komitetów wyborczych (w nawiasach liczba zdobytych głosów) | Posłowie wybrani z list poszczególnych komitetów wyborczych (w nawiasach liczba zdobytych głosów) | Posłowie wybrani z list poszczególnych komitetów wyborczych (w nawiasach liczba zdobytych głosów) | Posłowie wybrani z list poszczególnych komitetów wyborczych (w nawiasach liczba zdobytych głosów) | Posłowie wybrani z list poszczególnych komitetów wyborczych (w nawiasach liczba zdobytych głosów) |  |  |  |  |  |
| 6                                                                                                 | | Sojusz Lewicy Demokratycznej Anna Bańkowska (40 936) Janusz Zemke (33 243) Grzegorz Gruszka (20 643) Barbara Hyla-Makowska (6249) Witold Deręgowski (4892) Zygmunt Cybulski (4398) | | Polskie Stronnictwo Ludowe Maria Kurnatowska (10 096) Stanisław Ciesielski (4421) |                                                                                                   | Unia Demokratyczna Jan Rulewski (31 270) Maria Zajączkowska (3717) |                                                                                                   | Unia Pracy Piotr Pankanin (12 087) |                                                                                                   |                                                                                                   |                                                                                                   |                                                                                                   |                                                                                                   |                                                                                                   |  |  |  |  |  |
| Województwo chełmskie                                                                             | | | | |                                                                                                   | |                                                                                                   | |                                                                                                   |                                                                                                   |                                                                                                   |                                                                                                   |                                                                                                   |                                                                                                   |  |  |  |  |  |
| Nr                                                                                                | Posłowie wybrani z list poszczególnych komitetów wyborczych (w nawiasach liczba zdobytych głosów)                                                                        | Posłowie wybrani z list poszczególnych komitetów wyborczych (w nawiasach liczba zdobytych głosów) | Posłowie wybrani z list poszczególnych komitetów wyborczych (w nawiasach liczba zdobytych głosów)                     | Posłowie wybrani z list poszczególnych komitetów wyborczych (w nawiasach liczba zdobytych głosów) | Posłowie wybrani z list poszczególnych komitetów wyborczych (w nawiasach liczba zdobytych głosów) | Posłowie wybrani z list poszczególnych komitetów wyborczych (w nawiasach liczba zdobytych głosów) | Posłowie wybrani z list poszczególnych komitetów wyborczych (w nawiasach liczba zdobytych głosów) | Posłowie wybrani z list poszczególnych komitetów wyborczych (w nawiasach liczba zdobytych głosów)                                                                           | Posłowie wybrani z list poszczególnych komitetów wyborczych (w nawiasach liczba zdobytych głosów) | Posłowie wybrani z list poszczególnych komitetów wyborczych (w nawiasach liczba zdobytych głosów) | Posłowie wybrani z list poszczególnych komitetów wyborczych (w nawiasach liczba zdobytych głosów) | Posłowie wybrani z list poszczególnych komitetów wyborczych (w nawiasach liczba zdobytych głosów) | Posłowie wybrani z list poszczególnych komitetów wyborczych (w nawiasach liczba zdobytych głosów) | Posłowie wybrani z list poszczególnych komitetów wyborczych (w nawiasach liczba zdobytych głosów) |  |  |  |  |  |
| 7                                                                                                 | | Polskie Stronnictwo Ludowe Adam Rychliczek (7571) Henryk Choryngiewicz (4351) | | Sojusz Lewicy Demokratycznej Zbigniew Janowski (8608) |                                                                                                   | |                                                                                                   | |                                                                                                   |                                                                                                   |                                                                                                   |                                                                                                   |                                                                                                   |                                                                                                   |  |  |  |  |  |
| Województwo ciechanowskie                                                                         | | | | |                                                                                                   | |                                                                                                   | |                                                                                                   |                                                                                                   |                                                                                                   |                                                                                                   |                                                                                                   |                                                                                                   |  |  |  |  |  |
| Nr                                                                                                | Posłowie wybrani z list poszczególnych komitetów wyborczych (w nawiasach liczba zdobytych głosów)                                                                        | Posłowie wybrani z list poszczególnych komitetów wyborczych (w nawiasach liczba zdobytych głosów) | Posłowie wybrani z list poszczególnych komitetów wyborczych (w nawiasach liczba zdobytych głosów)                     | Posłowie wybrani z list poszczególnych komitetów wyborczych (w nawiasach liczba zdobytych głosów) | Posłowie wybrani z list poszczególnych komitetów wyborczych (w nawiasach liczba zdobytych głosów) | Posłowie wybrani z list poszczególnych komitetów wyborczych (w nawiasach liczba zdobytych głosów) | Posłowie wybrani z list poszczególnych komitetów wyborczych (w nawiasach liczba zdobytych głosów) | Posłowie wybrani z list poszczególnych komitetów wyborczych (w nawiasach liczba zdobytych głosów)                                                                           | Posłowie wybrani z list poszczególnych komitetów wyborczych (w nawiasach liczba zdobytych głosów) | Posłowie wybrani z list poszczególnych komitetów wyborczych (w nawiasach liczba zdobytych głosów) | Posłowie wybrani z list poszczególnych komitetów wyborczych (w nawiasach liczba zdobytych głosów) | Posłowie wybrani z list poszczególnych komitetów wyborczych (w nawiasach liczba zdobytych głosów) | Posłowie wybrani z list poszczególnych komitetów wyborczych (w nawiasach liczba zdobytych głosów) | Posłowie wybrani z list poszczególnych komitetów wyborczych (w nawiasach liczba zdobytych głosów) |  |  |  |  |  |
| 8                                                                                                 | | Polskie Stronnictwo Ludowe Stanisław Żelichowski (11 715) Jan Mączewski (6169) | | Sojusz Lewicy Demokratycznej Zbigniew Siemiątkowski (10 381) Anna Zalewska (8586) |                                                                                                   | |                                                                                                   | |                                                                                                   |                                                                                                   |                                                                                                   |                                                                                                   |                                                                                                   |                                                                                                   |  |  |  |  |  |
| Województwo częstochowskie                                                                        | | | | |                                                                                                   | |                                                                                                   | |                                                                                                   |                                                                                                   |                                                                                                   |                                                                                                   |                                                                                                   |                                                                                                   |  |  |  |  |  |
| Nr                                                                                                | Posłowie wybrani z list poszczególnych komitetów wyborczych (w nawiasach liczba zdobytych głosów)                                                                        | Posłowie wybrani z list poszczególnych komitetów wyborczych (w nawiasach liczba zdobytych głosów) | Posłowie wybrani z list poszczególnych komitetów wyborczych (w nawiasach liczba zdobytych głosów)                     | Posłowie wybrani z list poszczególnych komitetów wyborczych (w nawiasach liczba zdobytych głosów) | Posłowie wybrani z list poszczególnych komitetów wyborczych (w nawiasach liczba zdobytych głosów) | Posłowie wybrani z list poszczególnych komitetów wyborczych (w nawiasach liczba zdobytych głosów) | Posłowie wybrani z list poszczególnych komitetów wyborczych (w nawiasach liczba zdobytych głosów) | Posłowie wybrani z list poszczególnych komitetów wyborczych (w nawiasach liczba zdobytych głosów)                                                                           | Posłowie wybrani z list poszczególnych komitetów wyborczych (w nawiasach liczba zdobytych głosów) | Posłowie wybrani z list poszczególnych komitetów wyborczych (w nawiasach liczba zdobytych głosów) | Posłowie wybrani z list poszczególnych komitetów wyborczych (w nawiasach liczba zdobytych głosów) | Posłowie wybrani z list poszczególnych komitetów wyborczych (w nawiasach liczba zdobytych głosów) | Posłowie wybrani z list poszczególnych komitetów wyborczych (w nawiasach liczba zdobytych głosów) | Posłowie wybrani z list poszczególnych komitetów wyborczych (w nawiasach liczba zdobytych głosów) |  |  |  |  |  |
| 9                                                                                                 | | Sojusz Lewicy Demokratycznej Marek Lewandowski (24 761) Jacek Kasprzyk (9495) Jerzy Panek (4565) | | Polskie Stronnictwo Ludowe Władysław Serafin (15 024) Ireneusz Skubis (5100) |                                                                                                   | Konfederacja Polski Niepodległej Krzysztof Popenda (6680) |                                                                                                   | Unia Demokratyczna Helena Góralska (8293) |                                                                                                   | Unia Pracy Danuta Polak (5469)                                                                    |                                                                                                   |                                                                                                   |                                                                                                   |                                                                                                   |  |  |  |  |  |
| Województwo elbląskie                                                                             | | | | |                                                                                                   | |                                                                                                   | |                                                                                                   |                                                                                                   |                                                                                                   |                                                                                                   |                                                                                                   |                                                                                                   |  |  |  |  |  |
| Nr                                                                                                | Posłowie wybrani z list poszczególnych komitetów wyborczych (w nawiasach liczba zdobytych głosów)                                                                        | Posłowie wybrani z list poszczególnych komitetów wyborczych (w nawiasach liczba zdobytych głosów) | Posłowie wybrani z list poszczególnych komitetów wyborczych (w nawiasach liczba zdobytych głosów)                     | Posłowie wybrani z list poszczególnych komitetów wyborczych (w nawiasach liczba zdobytych głosów) | Posłowie wybrani z list poszczególnych komitetów wyborczych (w nawiasach liczba zdobytych głosów) | Posłowie wybrani z list poszczególnych komitetów wyborczych (w nawiasach liczba zdobytych głosów) | Posłowie wybrani z list poszczególnych komitetów wyborczych (w nawiasach liczba zdobytych głosów) | Posłowie wybrani z list poszczególnych komitetów wyborczych (w nawiasach liczba zdobytych głosów)                                                                           | Posłowie wybrani z list poszczególnych komitetów wyborczych (w nawiasach liczba zdobytych głosów) | Posłowie wybrani z list poszczególnych komitetów wyborczych (w nawiasach liczba zdobytych głosów) | Posłowie wybrani z list poszczególnych komitetów wyborczych (w nawiasach liczba zdobytych głosów) | Posłowie wybrani z list poszczególnych komitetów wyborczych (w nawiasach liczba zdobytych głosów) | Posłowie wybrani z list poszczególnych komitetów wyborczych (w nawiasach liczba zdobytych głosów) | Posłowie wybrani z list poszczególnych komitetów wyborczych (w nawiasach liczba zdobytych głosów) |  |  |  |  |  |
| 10                                                                                                | | Sojusz Lewicy Demokratycznej Małgorzata Ostrowska (10 546) Małgorzata Winiarczyk-Kossakowska (10 199) Andrzej Piotrowski (5735) | | Polskie Stronnictwo Ludowe Henryk Siedlecki (7010) |                                                                                                   | Unia Demokratyczna Krzysztof Luks (4122) |                                                                                                   | |                                                                                                   |                                                                                                   |                                                                                                   |                                                                                                   |                                                                                                   |                                                                                                   |  |  |  |  |  |
| Województwo gdańskie                                                                              | | | | |                                                                                                   | |                                                                                                   | |                                                                                                   |                                                                                                   |                                                                                                   |                                                                                                   |                                                                                                   |                                                                                                   |  |  |  |  |  |
| Nr                                                                                                | Posłowie wybrani z list poszczególnych komitetów wyborczych (w nawiasach liczba zdobytych głosów)                                                                        | Posłowie wybrani z list poszczególnych komitetów wyborczych (w nawiasach liczba zdobytych głosów) | Posłowie wybrani z list poszczególnych komitetów wyborczych (w nawiasach liczba zdobytych głosów)                     | Posłowie wybrani z list poszczególnych komitetów wyborczych (w nawiasach liczba zdobytych głosów) | Posłowie wybrani z list poszczególnych komitetów wyborczych (w nawiasach liczba zdobytych głosów) | Posłowie wybrani z list poszczególnych komitetów wyborczych (w nawiasach liczba zdobytych głosów) | Posłowie wybrani z list poszczególnych komitetów wyborczych (w nawiasach liczba zdobytych głosów) | Posłowie wybrani z list poszczególnych komitetów wyborczych (w nawiasach liczba zdobytych głosów)                                                                           | Posłowie wybrani z list poszczególnych komitetów wyborczych (w nawiasach liczba zdobytych głosów) | Posłowie wybrani z list poszczególnych komitetów wyborczych (w nawiasach liczba zdobytych głosów) | Posłowie wybrani z list poszczególnych komitetów wyborczych (w nawiasach liczba zdobytych głosów) | Posłowie wybrani z list poszczególnych komitetów wyborczych (w nawiasach liczba zdobytych głosów) | Posłowie wybrani z list poszczególnych komitetów wyborczych (w nawiasach liczba zdobytych głosów) | Posłowie wybrani z list poszczególnych komitetów wyborczych (w nawiasach liczba zdobytych głosów) |  |  |  |  |  |
| 11                                                                                                | | Sojusz Lewicy Demokratycznej Longin Pastusiak (51 567) Jolanta Banach (4644) Franciszek Potulski (3121) Krzysztof Brzeziński (3068) Jerzy Zakrzewski (3029) | | Unia Demokratyczna Olga Krzyżanowska (25 182) Bogdan Borusewicz (21 885) Jacek Taylor (5934) |                                                                                                   | Bezpartyjny Blok Wspierania Reform Hans Szyc (8857) Ryszard Olszewski (4366) |                                                                                                   | Unia Pracy Bogusław Kaczmarek (12 327) Zbigniew Szczypiński (3095) |                                                                                                   | Polskie Stronnictwo Ludowe Krzysztof Trawicki (6317) Sławomir Szatkowski (2414)                   |                                                                                                   | Konfederacja Polski Niepodległej Piotr Aszyk (7266)                                               |                                                                                                   |                                                                                                   |  |  |  |  |  |
| Województwo gorzowskie                                                                            | | | | |                                                                                                   | |                                                                                                   | |                                                                                                   |                                                                                                   |                                                                                                   |                                                                                                   |                                                                                                   |                                                                                                   |  |  |  |  |  |
| Nr                                                                                                | Posłowie wybrani z list poszczególnych komitetów wyborczych (w nawiasach liczba zdobytych głosów)                                                                        | Posłowie wybrani z list poszczególnych komitetów wyborczych (w nawiasach liczba zdobytych głosów) | Posłowie wybrani z list poszczególnych komitetów wyborczych (w nawiasach liczba zdobytych głosów)                     | Posłowie wybrani z list poszczególnych komitetów wyborczych (w nawiasach liczba zdobytych głosów) | Posłowie wybrani z list poszczególnych komitetów wyborczych (w nawiasach liczba zdobytych głosów) | Posłowie wybrani z list poszczególnych komitetów wyborczych (w nawiasach liczba zdobytych głosów) | Posłowie wybrani z list poszczególnych komitetów wyborczych (w nawiasach liczba zdobytych głosów) | Posłowie wybrani z list poszczególnych komitetów wyborczych (w nawiasach liczba zdobytych głosów)                                                                           | Posłowie wybrani z list poszczególnych komitetów wyborczych (w nawiasach liczba zdobytych głosów) | Posłowie wybrani z list poszczególnych komitetów wyborczych (w nawiasach liczba zdobytych głosów) | Posłowie wybrani z list poszczególnych komitetów wyborczych (w nawiasach liczba zdobytych głosów) | Posłowie wybrani z list poszczególnych komitetów wyborczych (w nawiasach liczba zdobytych głosów) | Posłowie wybrani z list poszczególnych komitetów wyborczych (w nawiasach liczba zdobytych głosów) | Posłowie wybrani z list poszczególnych komitetów wyborczych (w nawiasach liczba zdobytych głosów) |  |  |  |  |  |
| 12                                                                                                | | Sojusz Lewicy Demokratycznej Tadeusz Jędrzejczak (15 289) Maria Walczyńska-Rechmal (6042) | | Polskie Stronnictwo Ludowe Ryszard Kołodziej (8823) Jan Świrepo (4305) |                                                                                                   | Unia Demokratyczna Jerzy Wierchowicz (7825) |                                                                                                   | |                                                                                                   |                                                                                                   |                                                                                                   |                                                                                                   |                                                                                                   |                                                                                                   |  |  |  |  |  |
| Województwo jeleniogórskie                                                                        | | | | |                                                                                                   | |                                                                                                   | |                                                                                                   |                                                                                                   |                                                                                                   |                                                                                                   |                                                                                                   |                                                                                                   |  |  |  |  |  |
| Nr                                                                                                | Posłowie wybrani z list poszczególnych komitetów wyborczych (w nawiasach liczba zdobytych głosów)                                                                        | Posłowie wybrani z list poszczególnych komitetów wyborczych (w nawiasach liczba zdobytych głosów) | Posłowie wybrani z list poszczególnych komitetów wyborczych (w nawiasach liczba zdobytych głosów)                     | Posłowie wybrani z list poszczególnych komitetów wyborczych (w nawiasach liczba zdobytych głosów) | Posłowie wybrani z list poszczególnych komitetów wyborczych (w nawiasach liczba zdobytych głosów) | Posłowie wybrani z list poszczególnych komitetów wyborczych (w nawiasach liczba zdobytych głosów) | Posłowie wybrani z list poszczególnych komitetów wyborczych (w nawiasach liczba zdobytych głosów) | Posłowie wybrani z list poszczególnych komitetów wyborczych (w nawiasach liczba zdobytych głosów)                                                                           | Posłowie wybrani z list poszczególnych komitetów wyborczych (w nawiasach liczba zdobytych głosów) | Posłowie wybrani z list poszczególnych komitetów wyborczych (w nawiasach liczba zdobytych głosów) | Posłowie wybrani z list poszczególnych komitetów wyborczych (w nawiasach liczba zdobytych głosów) | Posłowie wybrani z list poszczególnych komitetów wyborczych (w nawiasach liczba zdobytych głosów) | Posłowie wybrani z list poszczególnych komitetów wyborczych (w nawiasach liczba zdobytych głosów) | Posłowie wybrani z list poszczególnych komitetów wyborczych (w nawiasach liczba zdobytych głosów) |  |  |  |  |  |
| 13                                                                                                | | Sojusz Lewicy Demokratycznej Jerzy Szmajdziński (20 677) Jerzy Jankowski (6614) | | Polskie Stronnictwo Ludowe Marian Michalski (4757) |                                                                                                   | Unia Demokratyczna Marcin Zawiła (9057) |                                                                                                   | Unia Pracy Ryszard Nowak (8469) |                                                                                                   |                                                                                                   |                                                                                                   |                                                                                                   |                                                                                                   |                                                                                                   |  |  |  |  |  |
| Województwo kaliskie                                                                              | | | | |                                                                                                   | |                                                                                                   | |                                                                                                   |                                                                                                   |                                                                                                   |                                                                                                   |                                                                                                   |                                                                                                   |  |  |  |  |  |
| Nr                                                                                                | Posłowie wybrani z list poszczególnych komitetów wyborczych (w nawiasach liczba zdobytych głosów)                                                                        | Posłowie wybrani z list poszczególnych komitetów wyborczych (w nawiasach liczba zdobytych głosów) | Posłowie wybrani z list poszczególnych komitetów wyborczych (w nawiasach liczba zdobytych głosów)                     | Posłowie wybrani z list poszczególnych komitetów wyborczych (w nawiasach liczba zdobytych głosów) | Posłowie wybrani z list poszczególnych komitetów wyborczych (w nawiasach liczba zdobytych głosów) | Posłowie wybrani z list poszczególnych komitetów wyborczych (w nawiasach liczba zdobytych głosów) | Posłowie wybrani z list poszczególnych komitetów wyborczych (w nawiasach liczba zdobytych głosów) | Posłowie wybrani z list poszczególnych komitetów wyborczych (w nawiasach liczba zdobytych głosów)                                                                           | Posłowie wybrani z list poszczególnych komitetów wyborczych (w nawiasach liczba zdobytych głosów) | Posłowie wybrani z list poszczególnych komitetów wyborczych (w nawiasach liczba zdobytych głosów) | Posłowie wybrani z list poszczególnych komitetów wyborczych (w nawiasach liczba zdobytych głosów) | Posłowie wybrani z list poszczególnych komitetów wyborczych (w nawiasach liczba zdobytych głosów) | Posłowie wybrani z list poszczególnych komitetów wyborczych (w nawiasach liczba zdobytych głosów) | Posłowie wybrani z list poszczególnych komitetów wyborczych (w nawiasach liczba zdobytych głosów) |  |  |  |  |  |
| 14                                                                                                | | Sojusz Lewicy Demokratycznej Marek Siwiec (19 099) Renata Szynalska (9881) Stanisław Czajczyński (5768) | | Polskie Stronnictwo Ludowe Tadeusz Sytek (18 031) Józef Gruszka (12 265) Andrzej Grzyb (9738) |                                                                                                   | Unia Demokratyczna Jerzy Koralewski (11 230) |                                                                                                   | |                                                                                                   |                                                                                                   |                                                                                                   |                                                                                                   |                                                                                                   |                                                                                                   |  |  |  |  |  |
| Województwo katowickie                                                                            | | | | |                                                                                                   | |                                                                                                   | |                                                                                                   |                                                                                                   |                                                                                                   |                                                                                                   |                                                                                                   |                                                                                                   |  |  |  |  |  |
| Nr                                                                                                | Posłowie wybrani z list poszczególnych komitetów wyborczych (w nawiasach liczba zdobytych głosów)                                                                        | Posłowie wybrani z list poszczególnych komitetów wyborczych (w nawiasach liczba zdobytych głosów) | Posłowie wybrani z list poszczególnych komitetów wyborczych (w nawiasach liczba zdobytych głosów)                     | Posłowie wybrani z list poszczególnych komitetów wyborczych (w nawiasach liczba zdobytych głosów) | Posłowie wybrani z list poszczególnych komitetów wyborczych (w nawiasach liczba zdobytych głosów) | Posłowie wybrani z list poszczególnych komitetów wyborczych (w nawiasach liczba zdobytych głosów) | Posłowie wybrani z list poszczególnych komitetów wyborczych (w nawiasach liczba zdobytych głosów) | Posłowie wybrani z list poszczególnych komitetów wyborczych (w nawiasach liczba zdobytych głosów)                                                                           | Posłowie wybrani z list poszczególnych komitetów wyborczych (w nawiasach liczba zdobytych głosów) | Posłowie wybrani z list poszczególnych komitetów wyborczych (w nawiasach liczba zdobytych głosów) | Posłowie wybrani z list poszczególnych komitetów wyborczych (w nawiasach liczba zdobytych głosów) | Posłowie wybrani z list poszczególnych komitetów wyborczych (w nawiasach liczba zdobytych głosów) | Posłowie wybrani z list poszczególnych komitetów wyborczych (w nawiasach liczba zdobytych głosów) | Posłowie wybrani z list poszczególnych komitetów wyborczych (w nawiasach liczba zdobytych głosów) |  |  |  |  |  |
| 15                                                                                                | | Sojusz Lewicy Demokratycznej Ireneusz Sekuła (30 974) Andrzej Szarawarski (21 249) Kazimierz Milner (13 933) Ryszard Zając (9185) Jerzy Kossakowski (8634) Jacek Kocjan (6478) | | Konfederacja Polski Niepodległej Krzysztof Laga (9253) |                                                                                                   | Unia Demokratyczna Barbara Imiołczyk (8231) |                                                                                                   | Unia Pracy Eugeniusz Januła (7131) |                                                                                                   | Polskie Stronnictwo Ludowe Jacek Soska (10 472)                                                   |                                                                                                   |                                                                                                   |                                                                                                   |                                                                                                   |  |  |  |  |  |
| 16                                                                                                | Sojusz Lewicy Demokratycznej Barbara Blida (35 729) Czesław Śleziak (11 968) Jan Chojnacki (6929) Zbigniew Bomba (4908) Jan Kisieliński (4515) Zbigniew Wieczorek (3968) | | Unia Demokratyczna Irena Lipowicz (18 802) Tadeusz Zieliński (14 503) Janusz Niemcewicz (8093) Piotr Polmański (5369) | | Konfederacja Polski Niepodległej Adam Słomka (24 584) Grzegorz Kaczmarzyk (2609)                  | Unia Pracy Zbigniew Bujak (32 431) Sergiusz Karpiński (2067) |                                                                                                   | Bezpartyjny Blok Wspierania Reform Jerzy Wuttke (9259) Henryk Dyrda (3386)                                                                                                  |                                                                                                   | Polskie Stronnictwo Ludowe Klemens Ścierski (5771)                                                |                                                                                                   |                                                                                                   |                                                                                                   |                                                                                                   |  |  |  |  |  |
| 17                                                                                                | Sojusz Lewicy Demokratycznej Wacław Martyniuk (28 837) Zbyszek Zaborowski (10 491) Tadeusz Zając (6274) Wiesław Szweda (3509)                                            | Unia Demokratyczna Andrzej Potocki (23 442) Anna Skowrońska-Łuczyńska (4155) Joanna Szafruga-Sypniewska (3679) | Konfederacja Polski Niepodległej Janina Kraus (17 430) Ryszard Burski (3545)                                          | | Bezpartyjny Blok Wspierania Reform Bernard Szweda (7463) Stanisław Kowolik (3986)                 | | Unia Pracy wakat                                                                                  | Polskie Stronnictwo Ludowe Jerzy Pistelok (3331) |                                                                                                   | Towarzystwo Społeczno-Kulturalne Niemców – DFK Roman Kurzbauer (7180)                             |                                                                                                   |                                                                                                   |                                                                                                   |                                                                                                   |  |  |  |  |  |
| Województwo kieleckie                                                                             | | | | |                                                                                                   | |                                                                                                   | |                                                                                                   |                                                                                                   |                                                                                                   |                                                                                                   |                                                                                                   |                                                                                                   |  |  |  |  |  |
| Nr                                                                                                | Posłowie wybrani z list poszczególnych komitetów wyborczych (w nawiasach liczba zdobytych głosów)                                                                        | Posłowie wybrani z list poszczególnych komitetów wyborczych (w nawiasach liczba zdobytych głosów) | Posłowie wybrani z list poszczególnych komitetów wyborczych (w nawiasach liczba zdobytych głosów)                     | Posłowie wybrani z list poszczególnych komitetów wyborczych (w nawiasach liczba zdobytych głosów) | Posłowie wybrani z list poszczególnych komitetów wyborczych (w nawiasach liczba zdobytych głosów) | Posłowie wybrani z list poszczególnych komitetów wyborczych (w nawiasach liczba zdobytych głosów) | Posłowie wybrani z list poszczególnych komitetów wyborczych (w nawiasach liczba zdobytych głosów) | Posłowie wybrani z list poszczególnych komitetów wyborczych (w nawiasach liczba zdobytych głosów)                                                                           | Posłowie wybrani z list poszczególnych komitetów wyborczych (w nawiasach liczba zdobytych głosów) | Posłowie wybrani z list poszczególnych komitetów wyborczych (w nawiasach liczba zdobytych głosów) | Posłowie wybrani z list poszczególnych komitetów wyborczych (w nawiasach liczba zdobytych głosów) | Posłowie wybrani z list poszczególnych komitetów wyborczych (w nawiasach liczba zdobytych głosów) | Posłowie wybrani z list poszczególnych komitetów wyborczych (w nawiasach liczba zdobytych głosów) | Posłowie wybrani z list poszczególnych komitetów wyborczych (w nawiasach liczba zdobytych głosów) |  |  |  |  |  |
| 18                                                                                                | | Polskie Stronnictwo Ludowe Mirosław Pawlak (43 793) Leszek Bugaj (17 374) Alfred Domagalski (5682) Tadeusz Kowalczyk (5273) | | Sojusz Lewicy Demokratycznej Władysław Adamski (28 056) Andrzej Słomski (9379) Sławomir Marczewski (9008) Henryk Paniec (7131) |                                                                                                   | Unia Demokratyczna Juliusz Braun (9653) |                                                                                                   | Unia Pracy Tadeusz Moszyński (5579) |                                                                                                   | Konfederacja Polski Niepodległej Janusz Koza (9523)                                               |                                                                                                   |                                                                                                   |                                                                                                   |                                                                                                   |  |  |  |  |  |
| Województwo konińskie                                                                             | | | | |                                                                                                   | |                                                                                                   | |                                                                                                   |                                                                                                   |                                                                                                   |                                                                                                   |                                                                                                   |                                                                                                   |  |  |  |  |  |
| Nr                                                                                                | Posłowie wybrani z list poszczególnych komitetów wyborczych (w nawiasach liczba zdobytych głosów)                                                                        | Posłowie wybrani z list poszczególnych komitetów wyborczych (w nawiasach liczba zdobytych głosów) | Posłowie wybrani z list poszczególnych komitetów wyborczych (w nawiasach liczba zdobytych głosów)                     | Posłowie wybrani z list poszczególnych komitetów wyborczych (w nawiasach liczba zdobytych głosów) | Posłowie wybrani z list poszczególnych komitetów wyborczych (w nawiasach liczba zdobytych głosów) | Posłowie wybrani z list poszczególnych komitetów wyborczych (w nawiasach liczba zdobytych głosów) | Posłowie wybrani z list poszczególnych komitetów wyborczych (w nawiasach liczba zdobytych głosów) | Posłowie wybrani z list poszczególnych komitetów wyborczych (w nawiasach liczba zdobytych głosów)                                                                           | Posłowie wybrani z list poszczególnych komitetów wyborczych (w nawiasach liczba zdobytych głosów) | Posłowie wybrani z list poszczególnych komitetów wyborczych (w nawiasach liczba zdobytych głosów) | Posłowie wybrani z list poszczególnych komitetów wyborczych (w nawiasach liczba zdobytych głosów) | Posłowie wybrani z list poszczególnych komitetów wyborczych (w nawiasach liczba zdobytych głosów) | Posłowie wybrani z list poszczególnych komitetów wyborczych (w nawiasach liczba zdobytych głosów) | Posłowie wybrani z list poszczególnych komitetów wyborczych (w nawiasach liczba zdobytych głosów) |  |  |  |  |  |
| 19                                                                                                | | Polskie Stronnictwo Ludowe Piotr Chojnacki (9850) Jan Kopczyk (7815) Ryszard Kujawa (6089) | | Sojusz Lewicy Demokratycznej Józef Nowicki (9457) Marian Marczewski (5057) |                                                                                                   | |                                                                                                   | |                                                                                                   |                                                                                                   |                                                                                                   |                                                                                                   |                                                                                                   |                                                                                                   |  |  |  |  |  |
| Województwo koszalińskie                                                                          | | | | |                                                                                                   | |                                                                                                   | |                                                                                                   |                                                                                                   |                                                                                                   |                                                                                                   |                                                                                                   |                                                                                                   |  |  |  |  |  |
| Nr                                                                                                | Posłowie wybrani z list poszczególnych komitetów wyborczych (w nawiasach liczba zdobytych głosów)                                                                        | Posłowie wybrani z list poszczególnych komitetów wyborczych (w nawiasach liczba zdobytych głosów) | Posłowie wybrani z list poszczególnych komitetów wyborczych (w nawiasach liczba zdobytych głosów)                     | Posłowie wybrani z list poszczególnych komitetów wyborczych (w nawiasach liczba zdobytych głosów) | Posłowie wybrani z list poszczególnych komitetów wyborczych (w nawiasach liczba zdobytych głosów) | Posłowie wybrani z list poszczególnych komitetów wyborczych (w nawiasach liczba zdobytych głosów) | Posłowie wybrani z list poszczególnych komitetów wyborczych (w nawiasach liczba zdobytych głosów) | Posłowie wybrani z list poszczególnych komitetów wyborczych (w nawiasach liczba zdobytych głosów)                                                                           | Posłowie wybrani z list poszczególnych komitetów wyborczych (w nawiasach liczba zdobytych głosów) | Posłowie wybrani z list poszczególnych komitetów wyborczych (w nawiasach liczba zdobytych głosów) | Posłowie wybrani z list poszczególnych komitetów wyborczych (w nawiasach liczba zdobytych głosów) | Posłowie wybrani z list poszczególnych komitetów wyborczych (w nawiasach liczba zdobytych głosów) | Posłowie wybrani z list poszczególnych komitetów wyborczych (w nawiasach liczba zdobytych głosów) | Posłowie wybrani z list poszczególnych komitetów wyborczych (w nawiasach liczba zdobytych głosów) |  |  |  |  |  |
| 20                                                                                                | | Sojusz Lewicy Demokratycznej Ryszard Ulicki (23 510) Zofia Wilczyńska (9543) Seweryn Jurgielaniec (3605) | | Polskie Stronnictwo Ludowe Władysław Święs (5091) |                                                                                                   | Unia Demokratyczna Wiesław Wójcik (7593) |                                                                                                   | |                                                                                                   |                                                                                                   |                                                                                                   |                                                                                                   |                                                                                                   |                                                                                                   |  |  |  |  |  |
| Województwo krakowskie                                                                            | | | | |                                                                                                   | |                                                                                                   | |                                                                                                   |                                                                                                   |                                                                                                   |                                                                                                   |                                                                                                   |                                                                                                   |  |  |  |  |  |
| Nr                                                                                                | Posłowie wybrani z list poszczególnych komitetów wyborczych (w nawiasach liczba zdobytych głosów)                                                                        | Posłowie wybrani z list poszczególnych komitetów wyborczych (w nawiasach liczba zdobytych głosów) | Posłowie wybrani z list poszczególnych komitetów wyborczych (w nawiasach liczba zdobytych głosów)                     | Posłowie wybrani z list poszczególnych komitetów wyborczych (w nawiasach liczba zdobytych głosów) | Posłowie wybrani z list poszczególnych komitetów wyborczych (w nawiasach liczba zdobytych głosów) | Posłowie wybrani z list poszczególnych komitetów wyborczych (w nawiasach liczba zdobytych głosów) | Posłowie wybrani z list poszczególnych komitetów wyborczych (w nawiasach liczba zdobytych głosów) | Posłowie wybrani z list poszczególnych komitetów wyborczych (w nawiasach liczba zdobytych głosów)                                                                           | Posłowie wybrani z list poszczególnych komitetów wyborczych (w nawiasach liczba zdobytych głosów) | Posłowie wybrani z list poszczególnych komitetów wyborczych (w nawiasach liczba zdobytych głosów) | Posłowie wybrani z list poszczególnych komitetów wyborczych (w nawiasach liczba zdobytych głosów) | Posłowie wybrani z list poszczególnych komitetów wyborczych (w nawiasach liczba zdobytych głosów) | Posłowie wybrani z list poszczególnych komitetów wyborczych (w nawiasach liczba zdobytych głosów) | Posłowie wybrani z list poszczególnych komitetów wyborczych (w nawiasach liczba zdobytych głosów) |  |  |  |  |  |
| 21                                                                                                | | Unia Demokratyczna Jan Rokita (45 739) Stanisław Kracik (7244) Tadeusz Syryjczyk (5642) Jan Okoński (3283) | | Sojusz Lewicy Demokratycznej Aleksander Krawczuk (36 278) Andrzej Urbańczyk (6333) Janusz Lemański (4069) |                                                                                                   | Konfederacja Polski Niepodległej Robert Moczulski (48 400) Robert Kościelny (1188) |                                                                                                   | Polskie Stronnictwo Ludowe Bogdan Pęk (8188) Jan Kubik (6039) |                                                                                                   | Bezpartyjny Blok Wspierania Reform Leszek Zieliński (8313)                                        |                                                                                                   | Unia Pracy Piotr Czarnecki (16 540)                                                               |                                                                                                   |                                                                                                   |  |  |  |  |  |
| Województwo krośnieńskie                                                                          | | | | |                                                                                                   | |                                                                                                   | |                                                                                                   |                                                                                                   |                                                                                                   |                                                                                                   |                                                                                                   |                                                                                                   |  |  |  |  |  |
| Nr                                                                                                | Posłowie wybrani z list poszczególnych komitetów wyborczych (w nawiasach liczba zdobytych głosów)                                                                        | Posłowie wybrani z list poszczególnych komitetów wyborczych (w nawiasach liczba zdobytych głosów) | Posłowie wybrani z list poszczególnych komitetów wyborczych (w nawiasach liczba zdobytych głosów)                     | Posłowie wybrani z list poszczególnych komitetów wyborczych (w nawiasach liczba zdobytych głosów) | Posłowie wybrani z list poszczególnych komitetów wyborczych (w nawiasach liczba zdobytych głosów) | Posłowie wybrani z list poszczególnych komitetów wyborczych (w nawiasach liczba zdobytych głosów) | Posłowie wybrani z list poszczególnych komitetów wyborczych (w nawiasach liczba zdobytych głosów) | Posłowie wybrani z list poszczególnych komitetów wyborczych (w nawiasach liczba zdobytych głosów)                                                                           | Posłowie wybrani z list poszczególnych komitetów wyborczych (w nawiasach liczba zdobytych głosów) | Posłowie wybrani z list poszczególnych komitetów wyborczych (w nawiasach liczba zdobytych głosów) | Posłowie wybrani z list poszczególnych komitetów wyborczych (w nawiasach liczba zdobytych głosów) | Posłowie wybrani z list poszczególnych komitetów wyborczych (w nawiasach liczba zdobytych głosów) | Posłowie wybrani z list poszczególnych komitetów wyborczych (w nawiasach liczba zdobytych głosów) | Posłowie wybrani z list poszczególnych komitetów wyborczych (w nawiasach liczba zdobytych głosów) |  |  |  |  |  |
| 22                                                                                                | | Polskie Stronnictwo Ludowe Władysław Wrona (10 033) Stanisław Fal (3105) | | Sojusz Lewicy Demokratycznej Witold Firak (6245) |                                                                                                   | Konfederacja Polski Niepodległej Andrzej Czajka (3594) |                                                                                                   | Unia Demokratyczna Epaminondas Osiatyński (5536) |                                                                                                   |                                                                                                   |                                                                                                   |                                                                                                   |                                                                                                   |                                                                                                   |  |  |  |  |  |
| Województwo legnickie                                                                             | | | | |                                                                                                   | |                                                                                                   | |                                                                                                   |                                                                                                   |                                                                                                   |                                                                                                   |                                                                                                   |                                                                                                   |  |  |  |  |  |
| Nr                                                                                                | Posłowie wybrani z list poszczególnych komitetów wyborczych (w nawiasach liczba zdobytych głosów)                                                                        | Posłowie wybrani z list poszczególnych komitetów wyborczych (w nawiasach liczba zdobytych głosów) | Posłowie wybrani z list poszczególnych komitetów wyborczych (w nawiasach liczba zdobytych głosów)                     | Posłowie wybrani z list poszczególnych komitetów wyborczych (w nawiasach liczba zdobytych głosów) | Posłowie wybrani z list poszczególnych komitetów wyborczych (w nawiasach liczba zdobytych głosów) | Posłowie wybrani z list poszczególnych komitetów wyborczych (w nawiasach liczba zdobytych głosów) | Posłowie wybrani z list poszczególnych komitetów wyborczych (w nawiasach liczba zdobytych głosów) | Posłowie wybrani z list poszczególnych komitetów wyborczych (w nawiasach liczba zdobytych głosów)                                                                           | Posłowie wybrani z list poszczególnych komitetów wyborczych (w nawiasach liczba zdobytych głosów) | Posłowie wybrani z list poszczególnych komitetów wyborczych (w nawiasach liczba zdobytych głosów) | Posłowie wybrani z list poszczególnych komitetów wyborczych (w nawiasach liczba zdobytych głosów) | Posłowie wybrani z list poszczególnych komitetów wyborczych (w nawiasach liczba zdobytych głosów) | Posłowie wybrani z list poszczególnych komitetów wyborczych (w nawiasach liczba zdobytych głosów) | Posłowie wybrani z list poszczególnych komitetów wyborczych (w nawiasach liczba zdobytych głosów) |  |  |  |  |  |
| 23                                                                                                | | Sojusz Lewicy Demokratycznej Ryszard Zbrzyzny (19 180) Bronisława Kowalska (8739) Lubomir Gliniecki (3820) | | Polskie Stronnictwo Ludowe Tadeusz Samborski (7914) |                                                                                                   | Unia Pracy Janusz Grott (5605) |                                                                                                   | |                                                                                                   |                                                                                                   |                                                                                                   |                                                                                                   |                                                                                                   |                                                                                                   |  |  |  |  |  |
| Województwo leszczyńskie                                                                          | | | | |                                                                                                   | |                                                                                                   | |                                                                                                   |                                                                                                   |                                                                                                   |                                                                                                   |                                                                                                   |                                                                                                   |  |  |  |  |  |
| Nr                                                                                                | Posłowie wybrani z list poszczególnych komitetów wyborczych (w nawiasach liczba zdobytych głosów)                                                                        | Posłowie wybrani z list poszczególnych komitetów wyborczych (w nawiasach liczba zdobytych głosów) | Posłowie wybrani z list poszczególnych komitetów wyborczych (w nawiasach liczba zdobytych głosów)                     | Posłowie wybrani z list poszczególnych komitetów wyborczych (w nawiasach liczba zdobytych głosów) | Posłowie wybrani z list poszczególnych komitetów wyborczych (w nawiasach liczba zdobytych głosów) | Posłowie wybrani z list poszczególnych komitetów wyborczych (w nawiasach liczba zdobytych głosów) | Posłowie wybrani z list poszczególnych komitetów wyborczych (w nawiasach liczba zdobytych głosów) | Posłowie wybrani z list poszczególnych komitetów wyborczych (w nawiasach liczba zdobytych głosów)                                                                           | Posłowie wybrani z list poszczególnych komitetów wyborczych (w nawiasach liczba zdobytych głosów) | Posłowie wybrani z list poszczególnych komitetów wyborczych (w nawiasach liczba zdobytych głosów) | Posłowie wybrani z list poszczególnych komitetów wyborczych (w nawiasach liczba zdobytych głosów) | Posłowie wybrani z list poszczególnych komitetów wyborczych (w nawiasach liczba zdobytych głosów) | Posłowie wybrani z list poszczególnych komitetów wyborczych (w nawiasach liczba zdobytych głosów) | Posłowie wybrani z list poszczególnych komitetów wyborczych (w nawiasach liczba zdobytych głosów) |  |  |  |  |  |
| 24                                                                                                | | Sojusz Lewicy Demokratycznej Kazimierz Musielak (2253) Wiesław Szczepański (2038) | | Polskie Stronnictwo Ludowe Janusz Maćkowiak (14 610) Włodzimierz Bogusławski (3347) |                                                                                                   | |                                                                                                   | |                                                                                                   |                                                                                                   |                                                                                                   |                                                                                                   |                                                                                                   |                                                                                                   |  |  |  |  |  |
| Województwo lubelskie                                                                             | | | | |                                                                                                   | |                                                                                                   | |                                                                                                   |                                                                                                   |                                                                                                   |                                                                                                   |                                                                                                   |                                                                                                   |  |  |  |  |  |
| Nr                                                                                                | Posłowie wybrani z list poszczególnych komitetów wyborczych (w nawiasach liczba zdobytych głosów)                                                                        | Posłowie wybrani z list poszczególnych komitetów wyborczych (w nawiasach liczba zdobytych głosów) | Posłowie wybrani z list poszczególnych komitetów wyborczych (w nawiasach liczba zdobytych głosów)                     | Posłowie wybrani z list poszczególnych komitetów wyborczych (w nawiasach liczba zdobytych głosów) | Posłowie wybrani z list poszczególnych komitetów wyborczych (w nawiasach liczba zdobytych głosów) | Posłowie wybrani z list poszczególnych komitetów wyborczych (w nawiasach liczba zdobytych głosów) | Posłowie wybrani z list poszczególnych komitetów wyborczych (w nawiasach liczba zdobytych głosów) | Posłowie wybrani z list poszczególnych komitetów wyborczych (w nawiasach liczba zdobytych głosów)                                                                           | Posłowie wybrani z list poszczególnych komitetów wyborczych (w nawiasach liczba zdobytych głosów) | Posłowie wybrani z list poszczególnych komitetów wyborczych (w nawiasach liczba zdobytych głosów) | Posłowie wybrani z list poszczególnych komitetów wyborczych (w nawiasach liczba zdobytych głosów) | Posłowie wybrani z list poszczególnych komitetów wyborczych (w nawiasach liczba zdobytych głosów) | Posłowie wybrani z list poszczególnych komitetów wyborczych (w nawiasach liczba zdobytych głosów) | Posłowie wybrani z list poszczególnych komitetów wyborczych (w nawiasach liczba zdobytych głosów) |  |  |  |  |  |
| 25                                                                                                | | Polskie Stronnictwo Ludowe Zdzisław Podkański (16 691) Marian Starownik (6264) Tadeusz Polański (5985) Ryszard Kalbarczyk (5158) | | Sojusz Lewicy Demokratycznej Izabella Sierakowska (56 229) Janusz Malinowski (2838) Piotr Ikonowicz (2734) Janusz Jurek (1916) |                                                                                                   | Konfederacja Polski Niepodległej Dariusz Wójcik (14 862) |                                                                                                   | Unia Demokratyczna Ryszard Setnik (13 593) |                                                                                                   |                                                                                                   |                                                                                                   |                                                                                                   |                                                                                                   |                                                                                                   |  |  |  |  |  |
| Województwo łomżyńskie                                                                            | | | | |                                                                                                   | |                                                                                                   | |                                                                                                   |                                                                                                   |                                                                                                   |                                                                                                   |                                                                                                   |                                                                                                   |  |  |  |  |  |
| Nr                                                                                                | Posłowie wybrani z list poszczególnych komitetów wyborczych (w nawiasach liczba zdobytych głosów)                                                                        | Posłowie wybrani z list poszczególnych komitetów wyborczych (w nawiasach liczba zdobytych głosów) | Posłowie wybrani z list poszczególnych komitetów wyborczych (w nawiasach liczba zdobytych głosów)                     | Posłowie wybrani z list poszczególnych komitetów wyborczych (w nawiasach liczba zdobytych głosów) | Posłowie wybrani z list poszczególnych komitetów wyborczych (w nawiasach liczba zdobytych głosów) | Posłowie wybrani z list poszczególnych komitetów wyborczych (w nawiasach liczba zdobytych głosów) | Posłowie wybrani z list poszczególnych komitetów wyborczych (w nawiasach liczba zdobytych głosów) | Posłowie wybrani z list poszczególnych komitetów wyborczych (w nawiasach liczba zdobytych głosów)                                                                           | Posłowie wybrani z list poszczególnych komitetów wyborczych (w nawiasach liczba zdobytych głosów) | Posłowie wybrani z list poszczególnych komitetów wyborczych (w nawiasach liczba zdobytych głosów) | Posłowie wybrani z list poszczególnych komitetów wyborczych (w nawiasach liczba zdobytych głosów) | Posłowie wybrani z list poszczególnych komitetów wyborczych (w nawiasach liczba zdobytych głosów) | Posłowie wybrani z list poszczególnych komitetów wyborczych (w nawiasach liczba zdobytych głosów) | Posłowie wybrani z list poszczególnych komitetów wyborczych (w nawiasach liczba zdobytych głosów) |  |  |  |  |  |
| 26                                                                                                | | Polskie Stronnictwo Ludowe Tomasz Gietek (9225) Józef Mioduszewski (8334) Leszek Kiełczewski (4591) | | Sojusz Lewicy Demokratycznej Mieczysław Czerniawski (5286) |                                                                                                   | |                                                                                                   | |                                                                                                   |                                                                                                   |                                                                                                   |                                                                                                   |                                                                                                   |                                                                                                   |  |  |  |  |  |
| Województwo łódzkie                                                                               | | | | |                                                                                                   | |                                                                                                   | |                                                                                                   |                                                                                                   |                                                                                                   |                                                                                                   |                                                                                                   |                                                                                                   |  |  |  |  |  |
| Nr                                                                                                | Posłowie wybrani z list poszczególnych komitetów wyborczych (w nawiasach liczba zdobytych głosów)                                                                        | Posłowie wybrani z list poszczególnych komitetów wyborczych (w nawiasach liczba zdobytych głosów) | Posłowie wybrani z list poszczególnych komitetów wyborczych (w nawiasach liczba zdobytych głosów)                     | Posłowie wybrani z list poszczególnych komitetów wyborczych (w nawiasach liczba zdobytych głosów) | Posłowie wybrani z list poszczególnych komitetów wyborczych (w nawiasach liczba zdobytych głosów) | Posłowie wybrani z list poszczególnych komitetów wyborczych (w nawiasach liczba zdobytych głosów) | Posłowie wybrani z list poszczególnych komitetów wyborczych (w nawiasach liczba zdobytych głosów) | Posłowie wybrani z list poszczególnych komitetów wyborczych (w nawiasach liczba zdobytych głosów)                                                                           | Posłowie wybrani z list poszczególnych komitetów wyborczych (w nawiasach liczba zdobytych głosów) | Posłowie wybrani z list poszczególnych komitetów wyborczych (w nawiasach liczba zdobytych głosów) | Posłowie wybrani z list poszczególnych komitetów wyborczych (w nawiasach liczba zdobytych głosów) | Posłowie wybrani z list poszczególnych komitetów wyborczych (w nawiasach liczba zdobytych głosów) | Posłowie wybrani z list poszczególnych komitetów wyborczych (w nawiasach liczba zdobytych głosów) | Posłowie wybrani z list poszczególnych komitetów wyborczych (w nawiasach liczba zdobytych głosów) |  |  |  |  |  |
| 27                                                                                                | | Sojusz Lewicy Demokratycznej Leszek Miller (84 355) Zbigniew Kaniewski (11 889) Krzysztof Baszczyński (8092) Alicja Murynowicz (5910) Włodzimierz Sitek (3669) | | Unia Demokratyczna Maria Dmochowska (18 004) Iwona Śledzińska-Katarasińska (14 898) |                                                                                                   | Unia Pracy Mirosław Małachowski (10 860) Piotr Marciniak (10 325) |                                                                                                   | Konfederacja Polski Niepodległej Andrzej Ostoja-Owsiany (14 557) |                                                                                                   | Polskie Stronnictwo Ludowe Wiesław Stasiak (6711)                                                 |                                                                                                   | Bezpartyjny Blok Wspierania Reform Paweł Saar (7005)                                              |                                                                                                   |                                                                                                   |  |  |  |  |  |
| Województwo nowosądeckie                                                                          | | | | |                                                                                                   | |                                                                                                   | |                                                                                                   |                                                                                                   |                                                                                                   |                                                                                                   |                                                                                                   |                                                                                                   |  |  |  |  |  |
| Nr                                                                                                | Posłowie wybrani z list poszczególnych komitetów wyborczych (w nawiasach liczba zdobytych głosów)                                                                        | Posłowie wybrani z list poszczególnych komitetów wyborczych (w nawiasach liczba zdobytych głosów) | Posłowie wybrani z list poszczególnych komitetów wyborczych (w nawiasach liczba zdobytych głosów)                     | Posłowie wybrani z list poszczególnych komitetów wyborczych (w nawiasach liczba zdobytych głosów) | Posłowie wybrani z list poszczególnych komitetów wyborczych (w nawiasach liczba zdobytych głosów) | Posłowie wybrani z list poszczególnych komitetów wyborczych (w nawiasach liczba zdobytych głosów) | Posłowie wybrani z list poszczególnych komitetów wyborczych (w nawiasach liczba zdobytych głosów) | Posłowie wybrani z list poszczególnych komitetów wyborczych (w nawiasach liczba zdobytych głosów)                                                                           | Posłowie wybrani z list poszczególnych komitetów wyborczych (w nawiasach liczba zdobytych głosów) | Posłowie wybrani z list poszczególnych komitetów wyborczych (w nawiasach liczba zdobytych głosów) | Posłowie wybrani z list poszczególnych komitetów wyborczych (w nawiasach liczba zdobytych głosów) | Posłowie wybrani z list poszczególnych komitetów wyborczych (w nawiasach liczba zdobytych głosów) | Posłowie wybrani z list poszczególnych komitetów wyborczych (w nawiasach liczba zdobytych głosów) | Posłowie wybrani z list poszczególnych komitetów wyborczych (w nawiasach liczba zdobytych głosów) |  |  |  |  |  |
| 28                                                                                                | | Polskie Stronnictwo Ludowe Stanisław Pasoń (40 682) Grażyna Kotowicz (12 096) | | Bezpartyjny Blok Wspierania Reform Andrzej Gąsienica-Makowski (12 019) Jerzy Gwiżdż (8422) |                                                                                                   | Unia Demokratyczna Zdobysław Milewski (5773) |                                                                                                   | Sojusz Lewicy Demokratycznej Kazimierz Sas (5742) |                                                                                                   | Konfederacja Polski Niepodległej Tadeusz Gąsienica-Łuszczek (3569)                                |                                                                                                   |                                                                                                   |                                                                                                   |                                                                                                   |  |  |  |  |  |
| Województwo olsztyńskie                                                                           | | | | |                                                                                                   | |                                                                                                   | |                                                                                                   |                                                                                                   |                                                                                                   |                                                                                                   |                                                                                                   |                                                                                                   |  |  |  |  |  |
| Nr                                                                                                | Posłowie wybrani z list poszczególnych komitetów wyborczych (w nawiasach liczba zdobytych głosów)                                                                        | Posłowie wybrani z list poszczególnych komitetów wyborczych (w nawiasach liczba zdobytych głosów) | Posłowie wybrani z list poszczególnych komitetów wyborczych (w nawiasach liczba zdobytych głosów)                     | Posłowie wybrani z list poszczególnych komitetów wyborczych (w nawiasach liczba zdobytych głosów) | Posłowie wybrani z list poszczególnych komitetów wyborczych (w nawiasach liczba zdobytych głosów) | Posłowie wybrani z list poszczególnych komitetów wyborczych (w nawiasach liczba zdobytych głosów) | Posłowie wybrani z list poszczególnych komitetów wyborczych (w nawiasach liczba zdobytych głosów) | Posłowie wybrani z list poszczególnych komitetów wyborczych (w nawiasach liczba zdobytych głosów)                                                                           | Posłowie wybrani z list poszczególnych komitetów wyborczych (w nawiasach liczba zdobytych głosów) | Posłowie wybrani z list poszczególnych komitetów wyborczych (w nawiasach liczba zdobytych głosów) | Posłowie wybrani z list poszczególnych komitetów wyborczych (w nawiasach liczba zdobytych głosów) | Posłowie wybrani z list poszczególnych komitetów wyborczych (w nawiasach liczba zdobytych głosów) | Posłowie wybrani z list poszczególnych komitetów wyborczych (w nawiasach liczba zdobytych głosów) | Posłowie wybrani z list poszczególnych komitetów wyborczych (w nawiasach liczba zdobytych głosów) |  |  |  |  |  |
| 29                                                                                                | | Sojusz Lewicy Demokratycznej Tadeusz Iwiński (22 852) Danuta Ciborowska (8459) Tadeusz Matyjek (4805) Stanisław Kowalczyk (4241) | | Polskie Stronnictwo Ludowe Zygmunt Suszczewicz (7458) Irena Petryna (4667) |                                                                                                   | Unia Demokratyczna Andrzej Bober (4165) |                                                                                                   | Unia Pracy Zbigniew Zysk (5168) |                                                                                                   |                                                                                                   |                                                                                                   |                                                                                                   |                                                                                                   |                                                                                                   |  |  |  |  |  |
| Województwo opolskie                                                                              | | | | |                                                                                                   | |                                                                                                   | |                                                                                                   |                                                                                                   |                                                                                                   |                                                                                                   |                                                                                                   |                                                                                                   |  |  |  |  |  |
| Nr                                                                                                | Posłowie wybrani z list poszczególnych komitetów wyborczych (w nawiasach liczba zdobytych głosów)                                                                        | Posłowie wybrani z list poszczególnych komitetów wyborczych (w nawiasach liczba zdobytych głosów) | Posłowie wybrani z list poszczególnych komitetów wyborczych (w nawiasach liczba zdobytych głosów)                     | Posłowie wybrani z list poszczególnych komitetów wyborczych (w nawiasach liczba zdobytych głosów) | Posłowie wybrani z list poszczególnych komitetów wyborczych (w nawiasach liczba zdobytych głosów) | Posłowie wybrani z list poszczególnych komitetów wyborczych (w nawiasach liczba zdobytych głosów) | Posłowie wybrani z list poszczególnych komitetów wyborczych (w nawiasach liczba zdobytych głosów) | Posłowie wybrani z list poszczególnych komitetów wyborczych (w nawiasach liczba zdobytych głosów)                                                                           | Posłowie wybrani z list poszczególnych komitetów wyborczych (w nawiasach liczba zdobytych głosów) | Posłowie wybrani z list poszczególnych komitetów wyborczych (w nawiasach liczba zdobytych głosów) | Posłowie wybrani z list poszczególnych komitetów wyborczych (w nawiasach liczba zdobytych głosów) | Posłowie wybrani z list poszczególnych komitetów wyborczych (w nawiasach liczba zdobytych głosów) | Posłowie wybrani z list poszczególnych komitetów wyborczych (w nawiasach liczba zdobytych głosów) | Posłowie wybrani z list poszczególnych komitetów wyborczych (w nawiasach liczba zdobytych głosów) |  |  |  |  |  |
| 30                                                                                                | | Mniejszość Niemiecka Henryk Kroll (30 185) Helmut Paździor (11 941) Joachim Czernek (5282) | | Sojusz Lewicy Demokratycznej Jerzy Szteliga (16 707) Józef Pilarczyk (5578) Dorota Dancewicz (4529) |                                                                                                   | Polskie Stronnictwo Ludowe Jacek Pawlicki (7567) Władysław Medwid (7197) |                                                                                                   | Unia Demokratyczna Kazimierz Szczygielski (14 605) |                                                                                                   | Unia Pracy Jan Zaborowski (6090)                                                                  |                                                                                                   |                                                                                                   |                                                                                                   |                                                                                                   |  |  |  |  |  |
| Województwo ostrołęckie                                                                           | | | | |                                                                                                   | |                                                                                                   | |                                                                                                   |                                                                                                   |                                                                                                   |                                                                                                   |                                                                                                   |                                                                                                   |  |  |  |  |  |
| Nr                                                                                                | Posłowie wybrani z list poszczególnych komitetów wyborczych (w nawiasach liczba zdobytych głosów)                                                                        | Posłowie wybrani z list poszczególnych komitetów wyborczych (w nawiasach liczba zdobytych głosów) | Posłowie wybrani z list poszczególnych komitetów wyborczych (w nawiasach liczba zdobytych głosów)                     | Posłowie wybrani z list poszczególnych komitetów wyborczych (w nawiasach liczba zdobytych głosów) | Posłowie wybrani z list poszczególnych komitetów wyborczych (w nawiasach liczba zdobytych głosów) | Posłowie wybrani z list poszczególnych komitetów wyborczych (w nawiasach liczba zdobytych głosów) | Posłowie wybrani z list poszczególnych komitetów wyborczych (w nawiasach liczba zdobytych głosów) | Posłowie wybrani z list poszczególnych komitetów wyborczych (w nawiasach liczba zdobytych głosów)                                                                           | Posłowie wybrani z list poszczególnych komitetów wyborczych (w nawiasach liczba zdobytych głosów) | Posłowie wybrani z list poszczególnych komitetów wyborczych (w nawiasach liczba zdobytych głosów) | Posłowie wybrani z list poszczególnych komitetów wyborczych (w nawiasach liczba zdobytych głosów) | Posłowie wybrani z list poszczególnych komitetów wyborczych (w nawiasach liczba zdobytych głosów) | Posłowie wybrani z list poszczególnych komitetów wyborczych (w nawiasach liczba zdobytych głosów) | Posłowie wybrani z list poszczególnych komitetów wyborczych (w nawiasach liczba zdobytych głosów) |  |  |  |  |  |
| 31                                                                                                | | Polskie Stronnictwo Ludowe Jarosław Kalinowski (9334) Aleksander Łuczak (7581) Wiesław Opęchowski (3778) | | Sojusz Lewicy Demokratycznej Wit Majewski (4021) |                                                                                                   | |                                                                                                   | |                                                                                                   |                                                                                                   |                                                                                                   |                                                                                                   |                                                                                                   |                                                                                                   |  |  |  |  |  |
| Województwo pilskie                                                                               | | | | |                                                                                                   | |                                                                                                   | |                                                                                                   |                                                                                                   |                                                                                                   |                                                                                                   |                                                                                                   |                                                                                                   |  |  |  |  |  |
| Nr                                                                                                | Posłowie wybrani z list poszczególnych komitetów wyborczych (w nawiasach liczba zdobytych głosów)                                                                        | Posłowie wybrani z list poszczególnych komitetów wyborczych (w nawiasach liczba zdobytych głosów) | Posłowie wybrani z list poszczególnych komitetów wyborczych (w nawiasach liczba zdobytych głosów)                     | Posłowie wybrani z list poszczególnych komitetów wyborczych (w nawiasach liczba zdobytych głosów) | Posłowie wybrani z list poszczególnych komitetów wyborczych (w nawiasach liczba zdobytych głosów) | Posłowie wybrani z list poszczególnych komitetów wyborczych (w nawiasach liczba zdobytych głosów) | Posłowie wybrani z list poszczególnych komitetów wyborczych (w nawiasach liczba zdobytych głosów) | Posłowie wybrani z list poszczególnych komitetów wyborczych (w nawiasach liczba zdobytych głosów)                                                                           | Posłowie wybrani z list poszczególnych komitetów wyborczych (w nawiasach liczba zdobytych głosów) | Posłowie wybrani z list poszczególnych komitetów wyborczych (w nawiasach liczba zdobytych głosów) | Posłowie wybrani z list poszczególnych komitetów wyborczych (w nawiasach liczba zdobytych głosów) | Posłowie wybrani z list poszczególnych komitetów wyborczych (w nawiasach liczba zdobytych głosów) | Posłowie wybrani z list poszczególnych komitetów wyborczych (w nawiasach liczba zdobytych głosów) | Posłowie wybrani z list poszczególnych komitetów wyborczych (w nawiasach liczba zdobytych głosów) |  |  |  |  |  |
| 32                                                                                                | | Sojusz Lewicy Demokratycznej Marek Borowski (23 087) Wojciech Nowaczyk (6989) Romuald Ajchler (3641) | | Polskie Stronnictwo Ludowe Jerzy Kado (6374) |                                                                                                   | Unia Demokratyczna Bronisław Komorowski (8607) |                                                                                                   | |                                                                                                   |                                                                                                   |                                                                                                   |                                                                                                   |                                                                                                   |                                                                                                   |  |  |  |  |  |
| Województwo piotrkowskie                                                                          | | | | |                                                                                                   | |                                                                                                   | |                                                                                                   |                                                                                                   |                                                                                                   |                                                                                                   |                                                                                                   |                                                                                                   |  |  |  |  |  |
| Nr                                                                                                | Posłowie wybrani z list poszczególnych komitetów wyborczych (w nawiasach liczba zdobytych głosów)                                                                        | Posłowie wybrani z list poszczególnych komitetów wyborczych (w nawiasach liczba zdobytych głosów) | Posłowie wybrani z list poszczególnych komitetów wyborczych (w nawiasach liczba zdobytych głosów)                     | Posłowie wybrani z list poszczególnych komitetów wyborczych (w nawiasach liczba zdobytych głosów) | Posłowie wybrani z list poszczególnych komitetów wyborczych (w nawiasach liczba zdobytych głosów) | Posłowie wybrani z list poszczególnych komitetów wyborczych (w nawiasach liczba zdobytych głosów) | Posłowie wybrani z list poszczególnych komitetów wyborczych (w nawiasach liczba zdobytych głosów) | Posłowie wybrani z list poszczególnych komitetów wyborczych (w nawiasach liczba zdobytych głosów)                                                                           | Posłowie wybrani z list poszczególnych komitetów wyborczych (w nawiasach liczba zdobytych głosów) | Posłowie wybrani z list poszczególnych komitetów wyborczych (w nawiasach liczba zdobytych głosów) | Posłowie wybrani z list poszczególnych komitetów wyborczych (w nawiasach liczba zdobytych głosów) | Posłowie wybrani z list poszczególnych komitetów wyborczych (w nawiasach liczba zdobytych głosów) | Posłowie wybrani z list poszczególnych komitetów wyborczych (w nawiasach liczba zdobytych głosów) | Posłowie wybrani z list poszczególnych komitetów wyborczych (w nawiasach liczba zdobytych głosów) |  |  |  |  |  |
| 33                                                                                                | | Polskie Stronnictwo Ludowe Roman Jagieliński (15 899) Jacek Ciecióra (7265) Grzegorz Rytych (5107) | | Sojusz Lewicy Demokratycznej Zbigniew Sobotka (6952) Bogdan Bujak (5683) |                                                                                                   | Unia Pracy Grzegorz Marciniak (5589) |                                                                                                   | Konfederacja Polski Niepodległej Jan Skrobisz (4785) |                                                                                                   |                                                                                                   |                                                                                                   |                                                                                                   |                                                                                                   |                                                                                                   |  |  |  |  |  |
| Województwo płockie                                                                               | | | | |                                                                                                   | |                                                                                                   | |                                                                                                   |                                                                                                   |                                                                                                   |                                                                                                   |                                                                                                   |                                                                                                   |  |  |  |  |  |
| Nr                                                                                                | Posłowie wybrani z list poszczególnych komitetów wyborczych (w nawiasach liczba zdobytych głosów)                                                                        | Posłowie wybrani z list poszczególnych komitetów wyborczych (w nawiasach liczba zdobytych głosów) | Posłowie wybrani z list poszczególnych komitetów wyborczych (w nawiasach liczba zdobytych głosów)                     | Posłowie wybrani z list poszczególnych komitetów wyborczych (w nawiasach liczba zdobytych głosów) | Posłowie wybrani z list poszczególnych komitetów wyborczych (w nawiasach liczba zdobytych głosów) | Posłowie wybrani z list poszczególnych komitetów wyborczych (w nawiasach liczba zdobytych głosów) | Posłowie wybrani z list poszczególnych komitetów wyborczych (w nawiasach liczba zdobytych głosów) | Posłowie wybrani z list poszczególnych komitetów wyborczych (w nawiasach liczba zdobytych głosów)                                                                           | Posłowie wybrani z list poszczególnych komitetów wyborczych (w nawiasach liczba zdobytych głosów) | Posłowie wybrani z list poszczególnych komitetów wyborczych (w nawiasach liczba zdobytych głosów) | Posłowie wybrani z list poszczególnych komitetów wyborczych (w nawiasach liczba zdobytych głosów) | Posłowie wybrani z list poszczególnych komitetów wyborczych (w nawiasach liczba zdobytych głosów) | Posłowie wybrani z list poszczególnych komitetów wyborczych (w nawiasach liczba zdobytych głosów) | Posłowie wybrani z list poszczególnych komitetów wyborczych (w nawiasach liczba zdobytych głosów) |  |  |  |  |  |
| 34                                                                                                | | Polskie Stronnictwo Ludowe Waldemar Pawlak (77 811) Krzysztof Szymański (1972) Henryk Kisielewski (1157) Waldemar Dobrowolski (1107) | | Sojusz Lewicy Demokratycznej Andrzej Rokicki (8448) |                                                                                                   | |                                                                                                   | |                                                                                                   |                                                                                                   |                                                                                                   |                                                                                                   |                                                                                                   |                                                                                                   |  |  |  |  |  |
| Województwo poznańskie                                                                            | | | | |                                                                                                   | |                                                                                                   | |                                                                                                   |                                                                                                   |                                                                                                   |                                                                                                   |                                                                                                   |                                                                                                   |  |  |  |  |  |
| Nr                                                                                                | Posłowie wybrani z list poszczególnych komitetów wyborczych (w nawiasach liczba zdobytych głosów)                                                                        | Posłowie wybrani z list poszczególnych komitetów wyborczych (w nawiasach liczba zdobytych głosów) | Posłowie wybrani z list poszczególnych komitetów wyborczych (w nawiasach liczba zdobytych głosów)                     | Posłowie wybrani z list poszczególnych komitetów wyborczych (w nawiasach liczba zdobytych głosów) | Posłowie wybrani z list poszczególnych komitetów wyborczych (w nawiasach liczba zdobytych głosów) | Posłowie wybrani z list poszczególnych komitetów wyborczych (w nawiasach liczba zdobytych głosów) | Posłowie wybrani z list poszczególnych komitetów wyborczych (w nawiasach liczba zdobytych głosów) | Posłowie wybrani z list poszczególnych komitetów wyborczych (w nawiasach liczba zdobytych głosów)                                                                           | Posłowie wybrani z list poszczególnych komitetów wyborczych (w nawiasach liczba zdobytych głosów) | Posłowie wybrani z list poszczególnych komitetów wyborczych (w nawiasach liczba zdobytych głosów) | Posłowie wybrani z list poszczególnych komitetów wyborczych (w nawiasach liczba zdobytych głosów) | Posłowie wybrani z list poszczególnych komitetów wyborczych (w nawiasach liczba zdobytych głosów) | Posłowie wybrani z list poszczególnych komitetów wyborczych (w nawiasach liczba zdobytych głosów) | Posłowie wybrani z list poszczególnych komitetów wyborczych (w nawiasach liczba zdobytych głosów) |  |  |  |  |  |
| 35                                                                                                | | Unia Demokratyczna Hanna Suchocka (108 872) Tadeusz Mazowiecki (10 429) Andrzej Machowski (1073) Karol Działoszyński (711) Piotr Buczkowski (640) | | Sojusz Lewicy Demokratycznej Krystyna Łybacka (30 693) Tadeusz Tomaszewski (17 640) Stanisław Stec (9514) Ewa Lewicka-Łęgowska (6674) |                                                                                                   | Unia Pracy Wiesława Ziółkowska (63 637) Konrad Napierała (4965) Andrzej Aumiller (2479) |                                                                                                   | Polskie Stronnictwo Ludowe Marian Król (15 824) Stanisław Kalemba (9726) |                                                                                                   |                                                                                                   |                                                                                                   |                                                                                                   |                                                                                                   |                                                                                                   |  |  |  |  |  |
| Województwo przemyskie                                                                            | | | | |                                                                                                   | |                                                                                                   | |                                                                                                   |                                                                                                   |                                                                                                   |                                                                                                   |                                                                                                   |                                                                                                   |  |  |  |  |  |
| Nr                                                                                                | Posłowie wybrani z list poszczególnych komitetów wyborczych (w nawiasach liczba zdobytych głosów)                                                                        | Posłowie wybrani z list poszczególnych komitetów wyborczych (w nawiasach liczba zdobytych głosów) | Posłowie wybrani z list poszczególnych komitetów wyborczych (w nawiasach liczba zdobytych głosów)                     | Posłowie wybrani z list poszczególnych komitetów wyborczych (w nawiasach liczba zdobytych głosów) | Posłowie wybrani z list poszczególnych komitetów wyborczych (w nawiasach liczba zdobytych głosów) | Posłowie wybrani z list poszczególnych komitetów wyborczych (w nawiasach liczba zdobytych głosów) | Posłowie wybrani z list poszczególnych komitetów wyborczych (w nawiasach liczba zdobytych głosów) | Posłowie wybrani z list poszczególnych komitetów wyborczych (w nawiasach liczba zdobytych głosów)                                                                           | Posłowie wybrani z list poszczególnych komitetów wyborczych (w nawiasach liczba zdobytych głosów) | Posłowie wybrani z list poszczególnych komitetów wyborczych (w nawiasach liczba zdobytych głosów) | Posłowie wybrani z list poszczególnych komitetów wyborczych (w nawiasach liczba zdobytych głosów) | Posłowie wybrani z list poszczególnych komitetów wyborczych (w nawiasach liczba zdobytych głosów) | Posłowie wybrani z list poszczególnych komitetów wyborczych (w nawiasach liczba zdobytych głosów) | Posłowie wybrani z list poszczególnych komitetów wyborczych (w nawiasach liczba zdobytych głosów) |  |  |  |  |  |
| 36                                                                                                | | Polskie Stronnictwo Ludowe Zbigniew Mierzwa (15 475) Józef Michalik (7247) Mieczysław Kasprzak (7220) | | Sojusz Lewicy Demokratycznej Kazimierz Nycz (4371) |                                                                                                   | |                                                                                                   | |                                                                                                   |                                                                                                   |                                                                                                   |                                                                                                   |                                                                                                   |                                                                                                   |  |  |  |  |  |
| Województwo radomskie                                                                             | | | | |                                                                                                   | |                                                                                                   | |                                                                                                   |                                                                                                   |                                                                                                   |                                                                                                   |                                                                                                   |                                                                                                   |  |  |  |  |  |
| Nr                                                                                                | Posłowie wybrani z list poszczególnych komitetów wyborczych (w nawiasach liczba zdobytych głosów)                                                                        | Posłowie wybrani z list poszczególnych komitetów wyborczych (w nawiasach liczba zdobytych głosów) | Posłowie wybrani z list poszczególnych komitetów wyborczych (w nawiasach liczba zdobytych głosów)                     | Posłowie wybrani z list poszczególnych komitetów wyborczych (w nawiasach liczba zdobytych głosów) | Posłowie wybrani z list poszczególnych komitetów wyborczych (w nawiasach liczba zdobytych głosów) | Posłowie wybrani z list poszczególnych komitetów wyborczych (w nawiasach liczba zdobytych głosów) | Posłowie wybrani z list poszczególnych komitetów wyborczych (w nawiasach liczba zdobytych głosów) | Posłowie wybrani z list poszczególnych komitetów wyborczych (w nawiasach liczba zdobytych głosów)                                                                           | Posłowie wybrani z list poszczególnych komitetów wyborczych (w nawiasach liczba zdobytych głosów) | Posłowie wybrani z list poszczególnych komitetów wyborczych (w nawiasach liczba zdobytych głosów) | Posłowie wybrani z list poszczególnych komitetów wyborczych (w nawiasach liczba zdobytych głosów) | Posłowie wybrani z list poszczególnych komitetów wyborczych (w nawiasach liczba zdobytych głosów) | Posłowie wybrani z list poszczególnych komitetów wyborczych (w nawiasach liczba zdobytych głosów) | Posłowie wybrani z list poszczególnych komitetów wyborczych (w nawiasach liczba zdobytych głosów) |  |  |  |  |  |
| 37                                                                                                | | Polskie Stronnictwo Ludowe Kazimierz Adamski (8726) Andrzej Wiśniewski (7181) Józef Łochowski (5199) Roman Borek (4851) | | Sojusz Lewicy Demokratycznej Regina Pawłowska (8488) Danuta Grabowska (7479) |                                                                                                   | Bezpartyjny Blok Wspierania Reform Jacek Vieth (3845) |                                                                                                   | Unia Demokratyczna Piotr Nowina-Konopka (6259) |                                                                                                   |                                                                                                   |                                                                                                   |                                                                                                   |                                                                                                   |                                                                                                   |  |  |  |  |  |
| Województwo rzeszowskie                                                                           | | | | |                                                                                                   | |                                                                                                   | |                                                                                                   |                                                                                                   |                                                                                                   |                                                                                                   |                                                                                                   |                                                                                                   |  |  |  |  |  |
| Nr                                                                                                | Posłowie wybrani z list poszczególnych komitetów wyborczych (w nawiasach liczba zdobytych głosów)                                                                        | Posłowie wybrani z list poszczególnych komitetów wyborczych (w nawiasach liczba zdobytych głosów) | Posłowie wybrani z list poszczególnych komitetów wyborczych (w nawiasach liczba zdobytych głosów)                     | Posłowie wybrani z list poszczególnych komitetów wyborczych (w nawiasach liczba zdobytych głosów) | Posłowie wybrani z list poszczególnych komitetów wyborczych (w nawiasach liczba zdobytych głosów) | Posłowie wybrani z list poszczególnych komitetów wyborczych (w nawiasach liczba zdobytych głosów) | Posłowie wybrani z list poszczególnych komitetów wyborczych (w nawiasach liczba zdobytych głosów) | Posłowie wybrani z list poszczególnych komitetów wyborczych (w nawiasach liczba zdobytych głosów)                                                                           | Posłowie wybrani z list poszczególnych komitetów wyborczych (w nawiasach liczba zdobytych głosów) | Posłowie wybrani z list poszczególnych komitetów wyborczych (w nawiasach liczba zdobytych głosów) | Posłowie wybrani z list poszczególnych komitetów wyborczych (w nawiasach liczba zdobytych głosów) | Posłowie wybrani z list poszczególnych komitetów wyborczych (w nawiasach liczba zdobytych głosów) | Posłowie wybrani z list poszczególnych komitetów wyborczych (w nawiasach liczba zdobytych głosów) | Posłowie wybrani z list poszczególnych komitetów wyborczych (w nawiasach liczba zdobytych głosów) |  |  |  |  |  |
| 38                                                                                                | | Polskie Stronnictwo Ludowe Aleksander Bentkowski (14 767) Jan Bury (14 018) Ignacy Półćwiartek (6004) | | Sojusz Lewicy Demokratycznej Wiesław Ciesielski (10 834) Stanisław Rusznica (4644) |                                                                                                   | Konfederacja Polski Niepodległej Andrzej Kaźmierczak (5531) |                                                                                                   | Unia Demokratyczna Zbigniew Mączka (6062) |                                                                                                   |                                                                                                   |                                                                                                   |                                                                                                   |                                                                                                   |                                                                                                   |  |  |  |  |  |
| Województwo siedleckie                                                                            | | | | |                                                                                                   | |                                                                                                   | |                                                                                                   |                                                                                                   |                                                                                                   |                                                                                                   |                                                                                                   |                                                                                                   |  |  |  |  |  |
| Nr                                                                                                | Posłowie wybrani z list poszczególnych komitetów wyborczych (w nawiasach liczba zdobytych głosów)                                                                        | Posłowie wybrani z list poszczególnych komitetów wyborczych (w nawiasach liczba zdobytych głosów) | Posłowie wybrani z list poszczególnych komitetów wyborczych (w nawiasach liczba zdobytych głosów)                     | Posłowie wybrani z list poszczególnych komitetów wyborczych (w nawiasach liczba zdobytych głosów) | Posłowie wybrani z list poszczególnych komitetów wyborczych (w nawiasach liczba zdobytych głosów) | Posłowie wybrani z list poszczególnych komitetów wyborczych (w nawiasach liczba zdobytych głosów) | Posłowie wybrani z list poszczególnych komitetów wyborczych (w nawiasach liczba zdobytych głosów) | Posłowie wybrani z list poszczególnych komitetów wyborczych (w nawiasach liczba zdobytych głosów)                                                                           | Posłowie wybrani z list poszczególnych komitetów wyborczych (w nawiasach liczba zdobytych głosów) | Posłowie wybrani z list poszczególnych komitetów wyborczych (w nawiasach liczba zdobytych głosów) | Posłowie wybrani z list poszczególnych komitetów wyborczych (w nawiasach liczba zdobytych głosów) | Posłowie wybrani z list poszczególnych komitetów wyborczych (w nawiasach liczba zdobytych głosów) | Posłowie wybrani z list poszczególnych komitetów wyborczych (w nawiasach liczba zdobytych głosów) | Posłowie wybrani z list poszczególnych komitetów wyborczych (w nawiasach liczba zdobytych głosów) |  |  |  |  |  |
| 39                                                                                                | | Polskie Stronnictwo Ludowe Ryszard Smolarek (15 903) Jan Borkowski (7184) Janusz Wierzbicki (6048) Antoni Tarczyński (5295) Marek Sawicki (5057) | | Sojusz Lewicy Demokratycznej Józef Oleksy (24 843) Stefan Ceranka (2402) |                                                                                                   | |                                                                                                   | |                                                                                                   |                                                                                                   |                                                                                                   |                                                                                                   |                                                                                                   |                                                                                                   |  |  |  |  |  |
| Województwo sieradzkie                                                                            | | | | |                                                                                                   | |                                                                                                   | |                                                                                                   |                                                                                                   |                                                                                                   |                                                                                                   |                                                                                                   |                                                                                                   |  |  |  |  |  |
| Nr                                                                                                | Posłowie wybrani z list poszczególnych komitetów wyborczych (w nawiasach liczba zdobytych głosów)                                                                        | Posłowie wybrani z list poszczególnych komitetów wyborczych (w nawiasach liczba zdobytych głosów) | Posłowie wybrani z list poszczególnych komitetów wyborczych (w nawiasach liczba zdobytych głosów)                     | Posłowie wybrani z list poszczególnych komitetów wyborczych (w nawiasach liczba zdobytych głosów) | Posłowie wybrani z list poszczególnych komitetów wyborczych (w nawiasach liczba zdobytych głosów) | Posłowie wybrani z list poszczególnych komitetów wyborczych (w nawiasach liczba zdobytych głosów) | Posłowie wybrani z list poszczególnych komitetów wyborczych (w nawiasach liczba zdobytych głosów) | Posłowie wybrani z list poszczególnych komitetów wyborczych (w nawiasach liczba zdobytych głosów)                                                                           | Posłowie wybrani z list poszczególnych komitetów wyborczych (w nawiasach liczba zdobytych głosów) | Posłowie wybrani z list poszczególnych komitetów wyborczych (w nawiasach liczba zdobytych głosów) | Posłowie wybrani z list poszczególnych komitetów wyborczych (w nawiasach liczba zdobytych głosów) | Posłowie wybrani z list poszczególnych komitetów wyborczych (w nawiasach liczba zdobytych głosów) | Posłowie wybrani z list poszczególnych komitetów wyborczych (w nawiasach liczba zdobytych głosów) | Posłowie wybrani z list poszczególnych komitetów wyborczych (w nawiasach liczba zdobytych głosów) |  |  |  |  |  |
| 40                                                                                                | | Polskie Stronnictwo Ludowe Wojciech Zarzycki (19 045) Władysław Tomaszewski (4780) Wiesław Gołębiewski (4319) | | Sojusz Lewicy Demokratycznej Irena Nowacka (11 109) |                                                                                                   | |                                                                                                   | |                                                                                                   |                                                                                                   |                                                                                                   |                                                                                                   |                                                                                                   |                                                                                                   |  |  |  |  |  |
| Województwo skierniewickie                                                                        | | | | |                                                                                                   | |                                                                                                   | |                                                                                                   |                                                                                                   |                                                                                                   |                                                                                                   |                                                                                                   |                                                                                                   |  |  |  |  |  |
| Nr                                                                                                | Posłowie wybrani z list poszczególnych komitetów wyborczych (w nawiasach liczba zdobytych głosów)                                                                        | Posłowie wybrani z list poszczególnych komitetów wyborczych (w nawiasach liczba zdobytych głosów) | Posłowie wybrani z list poszczególnych komitetów wyborczych (w nawiasach liczba zdobytych głosów)                     | Posłowie wybrani z list poszczególnych komitetów wyborczych (w nawiasach liczba zdobytych głosów) | Posłowie wybrani z list poszczególnych komitetów wyborczych (w nawiasach liczba zdobytych głosów) | Posłowie wybrani z list poszczególnych komitetów wyborczych (w nawiasach liczba zdobytych głosów) | Posłowie wybrani z list poszczególnych komitetów wyborczych (w nawiasach liczba zdobytych głosów) | Posłowie wybrani z list poszczególnych komitetów wyborczych (w nawiasach liczba zdobytych głosów)                                                                           | Posłowie wybrani z list poszczególnych komitetów wyborczych (w nawiasach liczba zdobytych głosów) | Posłowie wybrani z list poszczególnych komitetów wyborczych (w nawiasach liczba zdobytych głosów) | Posłowie wybrani z list poszczególnych komitetów wyborczych (w nawiasach liczba zdobytych głosów) | Posłowie wybrani z list poszczególnych komitetów wyborczych (w nawiasach liczba zdobytych głosów) | Posłowie wybrani z list poszczególnych komitetów wyborczych (w nawiasach liczba zdobytych głosów) | Posłowie wybrani z list poszczególnych komitetów wyborczych (w nawiasach liczba zdobytych głosów) |  |  |  |  |  |
| 41                                                                                                | | Polskie Stronnictwo Ludowe Krystyna Ozga (6472) Edward Gnat (6311) Tadeusz Gajda (5581) | | Sojusz Lewicy Demokratycznej Andrzej Olszewski (12 291) |                                                                                                   | |                                                                                                   | |                                                                                                   |                                                                                                   |                                                                                                   |                                                                                                   |                                                                                                   |                                                                                                   |  |  |  |  |  |
| Województwo słupskie                                                                              | | | | |                                                                                                   | |                                                                                                   | |                                                                                                   |                                                                                                   |                                                                                                   |                                                                                                   |                                                                                                   |                                                                                                   |  |  |  |  |  |
| Nr                                                                                                | Posłowie wybrani z list poszczególnych komitetów wyborczych (w nawiasach liczba zdobytych głosów)                                                                        | Posłowie wybrani z list poszczególnych komitetów wyborczych (w nawiasach liczba zdobytych głosów) | Posłowie wybrani z list poszczególnych komitetów wyborczych (w nawiasach liczba zdobytych głosów)                     | Posłowie wybrani z list poszczególnych komitetów wyborczych (w nawiasach liczba zdobytych głosów) | Posłowie wybrani z list poszczególnych komitetów wyborczych (w nawiasach liczba zdobytych głosów) | Posłowie wybrani z list poszczególnych komitetów wyborczych (w nawiasach liczba zdobytych głosów) | Posłowie wybrani z list poszczególnych komitetów wyborczych (w nawiasach liczba zdobytych głosów) | Posłowie wybrani z list poszczególnych komitetów wyborczych (w nawiasach liczba zdobytych głosów)                                                                           | Posłowie wybrani z list poszczególnych komitetów wyborczych (w nawiasach liczba zdobytych głosów) | Posłowie wybrani z list poszczególnych komitetów wyborczych (w nawiasach liczba zdobytych głosów) | Posłowie wybrani z list poszczególnych komitetów wyborczych (w nawiasach liczba zdobytych głosów) | Posłowie wybrani z list poszczególnych komitetów wyborczych (w nawiasach liczba zdobytych głosów) | Posłowie wybrani z list poszczególnych komitetów wyborczych (w nawiasach liczba zdobytych głosów) | Posłowie wybrani z list poszczególnych komitetów wyborczych (w nawiasach liczba zdobytych głosów) |  |  |  |  |  |
| 42                                                                                                | | Sojusz Lewicy Demokratycznej Władysław Szkop (10 206) Paweł Kasprzyk (6718) | | Polskie Stronnictwo Ludowe Zbigniew Galek (4773) |                                                                                                   | Unia Demokratyczna Jan Król (7525) |                                                                                                   | |                                                                                                   |                                                                                                   |                                                                                                   |                                                                                                   |                                                                                                   |                                                                                                   |  |  |  |  |  |
| Województwo suwalskie                                                                             | | | | |                                                                                                   | |                                                                                                   | |                                                                                                   |                                                                                                   |                                                                                                   |                                                                                                   |                                                                                                   |                                                                                                   |  |  |  |  |  |
| Nr                                                                                                | Posłowie wybrani z list poszczególnych komitetów wyborczych (w nawiasach liczba zdobytych głosów)                                                                        | Posłowie wybrani z list poszczególnych komitetów wyborczych (w nawiasach liczba zdobytych głosów) | Posłowie wybrani z list poszczególnych komitetów wyborczych (w nawiasach liczba zdobytych głosów)                     | Posłowie wybrani z list poszczególnych komitetów wyborczych (w nawiasach liczba zdobytych głosów) | Posłowie wybrani z list poszczególnych komitetów wyborczych (w nawiasach liczba zdobytych głosów) | Posłowie wybrani z list poszczególnych komitetów wyborczych (w nawiasach liczba zdobytych głosów) | Posłowie wybrani z list poszczególnych komitetów wyborczych (w nawiasach liczba zdobytych głosów) | Posłowie wybrani z list poszczególnych komitetów wyborczych (w nawiasach liczba zdobytych głosów)                                                                           | Posłowie wybrani z list poszczególnych komitetów wyborczych (w nawiasach liczba zdobytych głosów) | Posłowie wybrani z list poszczególnych komitetów wyborczych (w nawiasach liczba zdobytych głosów) | Posłowie wybrani z list poszczególnych komitetów wyborczych (w nawiasach liczba zdobytych głosów) | Posłowie wybrani z list poszczególnych komitetów wyborczych (w nawiasach liczba zdobytych głosów) | Posłowie wybrani z list poszczególnych komitetów wyborczych (w nawiasach liczba zdobytych głosów) | Posłowie wybrani z list poszczególnych komitetów wyborczych (w nawiasach liczba zdobytych głosów) |  |  |  |  |  |
| 43                                                                                                | | Sojusz Lewicy Demokratycznej Jerzy Dziewulski (7135) Stanisław Dzienisiewicz (5076) | | Polskie Stronnictwo Ludowe Andrzej Śmietanko (5958) Henryk Bogdan (5648) |                                                                                                   | Unia Pracy Janusz Szymański (2762) |                                                                                                   | |                                                                                                   |                                                                                                   |                                                                                                   |                                                                                                   |                                                                                                   |                                                                                                   |  |  |  |  |  |
| Województwo szczecińskie                                                                          | | | | |                                                                                                   | |                                                                                                   | |                                                                                                   |                                                                                                   |                                                                                                   |                                                                                                   |                                                                                                   |                                                                                                   |  |  |  |  |  |
| Nr                                                                                                | Posłowie wybrani z list poszczególnych komitetów wyborczych (w nawiasach liczba zdobytych głosów)                                                                        | Posłowie wybrani z list poszczególnych komitetów wyborczych (w nawiasach liczba zdobytych głosów) | Posłowie wybrani z list poszczególnych komitetów wyborczych (w nawiasach liczba zdobytych głosów)                     | Posłowie wybrani z list poszczególnych komitetów wyborczych (w nawiasach liczba zdobytych głosów) | Posłowie wybrani z list poszczególnych komitetów wyborczych (w nawiasach liczba zdobytych głosów) | Posłowie wybrani z list poszczególnych komitetów wyborczych (w nawiasach liczba zdobytych głosów) | Posłowie wybrani z list poszczególnych komitetów wyborczych (w nawiasach liczba zdobytych głosów) | Posłowie wybrani z list poszczególnych komitetów wyborczych (w nawiasach liczba zdobytych głosów)                                                                           | Posłowie wybrani z list poszczególnych komitetów wyborczych (w nawiasach liczba zdobytych głosów) | Posłowie wybrani z list poszczególnych komitetów wyborczych (w nawiasach liczba zdobytych głosów) | Posłowie wybrani z list poszczególnych komitetów wyborczych (w nawiasach liczba zdobytych głosów) | Posłowie wybrani z list poszczególnych komitetów wyborczych (w nawiasach liczba zdobytych głosów) | Posłowie wybrani z list poszczególnych komitetów wyborczych (w nawiasach liczba zdobytych głosów) | Posłowie wybrani z list poszczególnych komitetów wyborczych (w nawiasach liczba zdobytych głosów) |  |  |  |  |  |
| 44                                                                                                | | Sojusz Lewicy Demokratycznej Jacek Piechota (41 499) Stanisław Kopeć (7827) Maciej Manicki (7354) Elżbieta Piela-Mielczarek (7022) | | Unia Demokratyczna Włodzimierz Puzyna (15 113) Leszek Chwat (5701) |                                                                                                   | Polskie Stronnictwo Ludowe Jan Wołek (7486) |                                                                                                   | Unia Pracy Maria Nowakowska (12 227) |                                                                                                   | Konfederacja Polski Niepodległej Leszek Smykowski (5401)                                          |                                                                                                   | Bezpartyjny Blok Wspierania Reform Andrzej Gołaś (3153)                                           |                                                                                                   |                                                                                                   |  |  |  |  |  |
| Województwo tarnobrzeskie                                                                         | | | | |                                                                                                   | |                                                                                                   | |                                                                                                   |                                                                                                   |                                                                                                   |                                                                                                   |                                                                                                   |                                                                                                   |  |  |  |  |  |
| Nr                                                                                                | Posłowie wybrani z list poszczególnych komitetów wyborczych (w nawiasach liczba zdobytych głosów)                                                                        | Posłowie wybrani z list poszczególnych komitetów wyborczych (w nawiasach liczba zdobytych głosów) | Posłowie wybrani z list poszczególnych komitetów wyborczych (w nawiasach liczba zdobytych głosów)                     | Posłowie wybrani z list poszczególnych komitetów wyborczych (w nawiasach liczba zdobytych głosów) | Posłowie wybrani z list poszczególnych komitetów wyborczych (w nawiasach liczba zdobytych głosów) | Posłowie wybrani z list poszczególnych komitetów wyborczych (w nawiasach liczba zdobytych głosów) | Posłowie wybrani z list poszczególnych komitetów wyborczych (w nawiasach liczba zdobytych głosów) | Posłowie wybrani z list poszczególnych komitetów wyborczych (w nawiasach liczba zdobytych głosów)                                                                           | Posłowie wybrani z list poszczególnych komitetów wyborczych (w nawiasach liczba zdobytych głosów) | Posłowie wybrani z list poszczególnych komitetów wyborczych (w nawiasach liczba zdobytych głosów) | Posłowie wybrani z list poszczególnych komitetów wyborczych (w nawiasach liczba zdobytych głosów) | Posłowie wybrani z list poszczególnych komitetów wyborczych (w nawiasach liczba zdobytych głosów) | Posłowie wybrani z list poszczególnych komitetów wyborczych (w nawiasach liczba zdobytych głosów) | Posłowie wybrani z list poszczególnych komitetów wyborczych (w nawiasach liczba zdobytych głosów) |  |  |  |  |  |
| 45                                                                                                | | Polskie Stronnictwo Ludowe Stanisław Masternak (13 462) Stanisław Bartoszek (5328) Lidia Błądek (4927) | | Sojusz Lewicy Demokratycznej Jerzy Jaskiernia (19 915) Władysław Stępień (6558) |                                                                                                   | Konfederacja Polski Niepodległej Krzysztof Kamiński (5391) |                                                                                                   | |                                                                                                   |                                                                                                   |                                                                                                   |                                                                                                   |                                                                                                   |                                                                                                   |  |  |  |  |  |
| Województwo tarnowskie                                                                            | | | | |                                                                                                   | |                                                                                                   | |                                                                                                   |                                                                                                   |                                                                                                   |                                                                                                   |                                                                                                   |                                                                                                   |  |  |  |  |  |
| Nr                                                                                                | Posłowie wybrani z list poszczególnych komitetów wyborczych (w nawiasach liczba zdobytych głosów)                                                                        | Posłowie wybrani z list poszczególnych komitetów wyborczych (w nawiasach liczba zdobytych głosów) | Posłowie wybrani z list poszczególnych komitetów wyborczych (w nawiasach liczba zdobytych głosów)                     | Posłowie wybrani z list poszczególnych komitetów wyborczych (w nawiasach liczba zdobytych głosów) | Posłowie wybrani z list poszczególnych komitetów wyborczych (w nawiasach liczba zdobytych głosów) | Posłowie wybrani z list poszczególnych komitetów wyborczych (w nawiasach liczba zdobytych głosów) | Posłowie wybrani z list poszczególnych komitetów wyborczych (w nawiasach liczba zdobytych głosów) | Posłowie wybrani z list poszczególnych komitetów wyborczych (w nawiasach liczba zdobytych głosów)                                                                           | Posłowie wybrani z list poszczególnych komitetów wyborczych (w nawiasach liczba zdobytych głosów) | Posłowie wybrani z list poszczególnych komitetów wyborczych (w nawiasach liczba zdobytych głosów) | Posłowie wybrani z list poszczególnych komitetów wyborczych (w nawiasach liczba zdobytych głosów) | Posłowie wybrani z list poszczególnych komitetów wyborczych (w nawiasach liczba zdobytych głosów) | Posłowie wybrani z list poszczególnych komitetów wyborczych (w nawiasach liczba zdobytych głosów) | Posłowie wybrani z list poszczególnych komitetów wyborczych (w nawiasach liczba zdobytych głosów) |  |  |  |  |  |
| 46                                                                                                | | Polskie Stronnictwo Ludowe Jan Pieniądz (9540) Władysław Żabiński (8624) Stanisław Kusior (8538) Józef Kalisz (8255) | | Unia Demokratyczna Gwidon Wójcik (11 560) |                                                                                                   | Sojusz Lewicy Demokratycznej Krzysztof Janik (6264) |                                                                                                   | Konfederacja Polski Niepodległej Grzegorz Cygonik (5641) |                                                                                                   |                                                                                                   |                                                                                                   |                                                                                                   |                                                                                                   |                                                                                                   |  |  |  |  |  |
| Województwo toruńskie                                                                             | | | | |                                                                                                   | |                                                                                                   | |                                                                                                   |                                                                                                   |                                                                                                   |                                                                                                   |                                                                                                   |                                                                                                   |  |  |  |  |  |
| Nr                                                                                                | Posłowie wybrani z list poszczególnych komitetów wyborczych (w nawiasach liczba zdobytych głosów)                                                                        | Posłowie wybrani z list poszczególnych komitetów wyborczych (w nawiasach liczba zdobytych głosów) | Posłowie wybrani z list poszczególnych komitetów wyborczych (w nawiasach liczba zdobytych głosów)                     | Posłowie wybrani z list poszczególnych komitetów wyborczych (w nawiasach liczba zdobytych głosów) | Posłowie wybrani z list poszczególnych komitetów wyborczych (w nawiasach liczba zdobytych głosów) | Posłowie wybrani z list poszczególnych komitetów wyborczych (w nawiasach liczba zdobytych głosów) | Posłowie wybrani z list poszczególnych komitetów wyborczych (w nawiasach liczba zdobytych głosów) | Posłowie wybrani z list poszczególnych komitetów wyborczych (w nawiasach liczba zdobytych głosów)                                                                           | Posłowie wybrani z list poszczególnych komitetów wyborczych (w nawiasach liczba zdobytych głosów) | Posłowie wybrani z list poszczególnych komitetów wyborczych (w nawiasach liczba zdobytych głosów) | Posłowie wybrani z list poszczególnych komitetów wyborczych (w nawiasach liczba zdobytych głosów) | Posłowie wybrani z list poszczególnych komitetów wyborczych (w nawiasach liczba zdobytych głosów) | Posłowie wybrani z list poszczególnych komitetów wyborczych (w nawiasach liczba zdobytych głosów) | Posłowie wybrani z list poszczególnych komitetów wyborczych (w nawiasach liczba zdobytych głosów) |  |  |  |  |  |
| 47                                                                                                | | Sojusz Lewicy Demokratycznej Marian Żenkiewicz (20 803) Jerzy Wenderlich (10 091) Zenon Kufel (8429) | | Polskie Stronnictwo Ludowe Andrzej Malinowski (7836) Adam Szczęsny (5758) |                                                                                                   | Unia Demokratyczna Jan Wyrowiński (12 459) |                                                                                                   | Unia Pracy Krystyna Sienkiewicz (6436) |                                                                                                   |                                                                                                   |                                                                                                   |                                                                                                   |                                                                                                   |                                                                                                   |  |  |  |  |  |
| Województwo wałbrzyskie                                                                           | | | | |                                                                                                   | |                                                                                                   | |                                                                                                   |                                                                                                   |                                                                                                   |                                                                                                   |                                                                                                   |                                                                                                   |  |  |  |  |  |
| Nr                                                                                                | Posłowie wybrani z list poszczególnych komitetów wyborczych (w nawiasach liczba zdobytych głosów)                                                                        | Posłowie wybrani z list poszczególnych komitetów wyborczych (w nawiasach liczba zdobytych głosów) | Posłowie wybrani z list poszczególnych komitetów wyborczych (w nawiasach liczba zdobytych głosów)                     | Posłowie wybrani z list poszczególnych komitetów wyborczych (w nawiasach liczba zdobytych głosów) | Posłowie wybrani z list poszczególnych komitetów wyborczych (w nawiasach liczba zdobytych głosów) | Posłowie wybrani z list poszczególnych komitetów wyborczych (w nawiasach liczba zdobytych głosów) | Posłowie wybrani z list poszczególnych komitetów wyborczych (w nawiasach liczba zdobytych głosów) | Posłowie wybrani z list poszczególnych komitetów wyborczych (w nawiasach liczba zdobytych głosów)                                                                           | Posłowie wybrani z list poszczególnych komitetów wyborczych (w nawiasach liczba zdobytych głosów) | Posłowie wybrani z list poszczególnych komitetów wyborczych (w nawiasach liczba zdobytych głosów) | Posłowie wybrani z list poszczególnych komitetów wyborczych (w nawiasach liczba zdobytych głosów) | Posłowie wybrani z list poszczególnych komitetów wyborczych (w nawiasach liczba zdobytych głosów) | Posłowie wybrani z list poszczególnych komitetów wyborczych (w nawiasach liczba zdobytych głosów) | Posłowie wybrani z list poszczególnych komitetów wyborczych (w nawiasach liczba zdobytych głosów) |  |  |  |  |  |
| 48                                                                                                | | Sojusz Lewicy Demokratycznej Czesław Pogoda (19 192) Marek Dyduch (9113) Józef Grabek (7756) Mieczysław Jedoń (6884) | | Unia Demokratyczna Jan Lityński (9836) Krzysztof Budnik (3689) |                                                                                                   | Polskie Stronnictwo Ludowe Jarosław Kurzawa (5119) |                                                                                                   | Unia Pracy Zygmunt Jakubczyk (5348) |                                                                                                   |                                                                                                   |                                                                                                   |                                                                                                   |                                                                                                   |                                                                                                   |  |  |  |  |  |
| Województwo włocławskie                                                                           | | | | |                                                                                                   | |                                                                                                   | |                                                                                                   |                                                                                                   |                                                                                                   |                                                                                                   |                                                                                                   |                                                                                                   |  |  |  |  |  |
| Nr                                                                                                | Posłowie wybrani z list poszczególnych komitetów wyborczych (w nawiasach liczba zdobytych głosów)                                                                        | Posłowie wybrani z list poszczególnych komitetów wyborczych (w nawiasach liczba zdobytych głosów) | Posłowie wybrani z list poszczególnych komitetów wyborczych (w nawiasach liczba zdobytych głosów)                     | Posłowie wybrani z list poszczególnych komitetów wyborczych (w nawiasach liczba zdobytych głosów) | Posłowie wybrani z list poszczególnych komitetów wyborczych (w nawiasach liczba zdobytych głosów) | Posłowie wybrani z list poszczególnych komitetów wyborczych (w nawiasach liczba zdobytych głosów) | Posłowie wybrani z list poszczególnych komitetów wyborczych (w nawiasach liczba zdobytych głosów) | Posłowie wybrani z list poszczególnych komitetów wyborczych (w nawiasach liczba zdobytych głosów)                                                                           | Posłowie wybrani z list poszczególnych komitetów wyborczych (w nawiasach liczba zdobytych głosów) | Posłowie wybrani z list poszczególnych komitetów wyborczych (w nawiasach liczba zdobytych głosów) | Posłowie wybrani z list poszczególnych komitetów wyborczych (w nawiasach liczba zdobytych głosów) | Posłowie wybrani z list poszczególnych komitetów wyborczych (w nawiasach liczba zdobytych głosów) | Posłowie wybrani z list poszczególnych komitetów wyborczych (w nawiasach liczba zdobytych głosów) | Posłowie wybrani z list poszczególnych komitetów wyborczych (w nawiasach liczba zdobytych głosów) |  |  |  |  |  |
| 49                                                                                                | | Sojusz Lewicy Demokratycznej Kazimierz Nowak (13 298) Stanisław Pawlak (13 283) Marek Olewiński (6225) | | Polskie Stronnictwo Ludowe Jan Szczepaniak (6856) |                                                                                                   | |                                                                                                   | |                                                                                                   |                                                                                                   |                                                                                                   |                                                                                                   |                                                                                                   |                                                                                                   |  |  |  |  |  |
| Województwo wrocławskie                                                                           | | | | |                                                                                                   | |                                                                                                   | |                                                                                                   |                                                                                                   |                                                                                                   |                                                                                                   |                                                                                                   |                                                                                                   |  |  |  |  |  |
| Nr                                                                                                | Posłowie wybrani z list poszczególnych komitetów wyborczych (w nawiasach liczba zdobytych głosów)                                                                        | Posłowie wybrani z list poszczególnych komitetów wyborczych (w nawiasach liczba zdobytych głosów) | Posłowie wybrani z list poszczególnych komitetów wyborczych (w nawiasach liczba zdobytych głosów)                     | Posłowie wybrani z list poszczególnych komitetów wyborczych (w nawiasach liczba zdobytych głosów) | Posłowie wybrani z list poszczególnych komitetów wyborczych (w nawiasach liczba zdobytych głosów) | Posłowie wybrani z list poszczególnych komitetów wyborczych (w nawiasach liczba zdobytych głosów) | Posłowie wybrani z list poszczególnych komitetów wyborczych (w nawiasach liczba zdobytych głosów) | Posłowie wybrani z list poszczególnych komitetów wyborczych (w nawiasach liczba zdobytych głosów)                                                                           | Posłowie wybrani z list poszczególnych komitetów wyborczych (w nawiasach liczba zdobytych głosów) | Posłowie wybrani z list poszczególnych komitetów wyborczych (w nawiasach liczba zdobytych głosów) | Posłowie wybrani z list poszczególnych komitetów wyborczych (w nawiasach liczba zdobytych głosów) | Posłowie wybrani z list poszczególnych komitetów wyborczych (w nawiasach liczba zdobytych głosów) | Posłowie wybrani z list poszczególnych komitetów wyborczych (w nawiasach liczba zdobytych głosów) | Posłowie wybrani z list poszczególnych komitetów wyborczych (w nawiasach liczba zdobytych głosów) |  |  |  |  |  |
| 50                                                                                                | | Sojusz Lewicy Demokratycznej Józef Kaleta (60 749) Marek Mazurkiewicz (3985) Jan Szymański (3146) Teresa Jasztal (2968) | | Unia Demokratyczna Barbara Labuda (31 384) Władysław Frasyniuk (18 935) Radosław Gawlik (5242) |                                                                                                   | Polskie Stronnictwo Ludowe Janusz Dobrosz (11 207) Zygmunt Bartoszewicz (5547) |                                                                                                   | Unia Pracy Stanisław Rogowski (13 754) |                                                                                                   | Bezpartyjny Blok Wspierania Reform Zdzisław Pisarek (5732)                                        |                                                                                                   | Konfederacja Polski Niepodległej Wojciech Błasiak (5696)                                          |                                                                                                   |                                                                                                   |  |  |  |  |  |
| Województwo zamojskie                                                                             | | | | |                                                                                                   | |                                                                                                   | |                                                                                                   |                                                                                                   |                                                                                                   |                                                                                                   |                                                                                                   |                                                                                                   |  |  |  |  |  |
| Nr                                                                                                | Posłowie wybrani z list poszczególnych komitetów wyborczych (w nawiasach liczba zdobytych głosów)                                                                        | Posłowie wybrani z list poszczególnych komitetów wyborczych (w nawiasach liczba zdobytych głosów) | Posłowie wybrani z list poszczególnych komitetów wyborczych (w nawiasach liczba zdobytych głosów)                     | Posłowie wybrani z list poszczególnych komitetów wyborczych (w nawiasach liczba zdobytych głosów) | Posłowie wybrani z list poszczególnych komitetów wyborczych (w nawiasach liczba zdobytych głosów) | Posłowie wybrani z list poszczególnych komitetów wyborczych (w nawiasach liczba zdobytych głosów) | Posłowie wybrani z list poszczególnych komitetów wyborczych (w nawiasach liczba zdobytych głosów) | Posłowie wybrani z list poszczególnych komitetów wyborczych (w nawiasach liczba zdobytych głosów)                                                                           | Posłowie wybrani z list poszczególnych komitetów wyborczych (w nawiasach liczba zdobytych głosów) | Posłowie wybrani z list poszczególnych komitetów wyborczych (w nawiasach liczba zdobytych głosów) | Posłowie wybrani z list poszczególnych komitetów wyborczych (w nawiasach liczba zdobytych głosów) | Posłowie wybrani z list poszczególnych komitetów wyborczych (w nawiasach liczba zdobytych głosów) | Posłowie wybrani z list poszczególnych komitetów wyborczych (w nawiasach liczba zdobytych głosów) | Posłowie wybrani z list poszczególnych komitetów wyborczych (w nawiasach liczba zdobytych głosów) |  |  |  |  |  |
| 51                                                                                                | | Polskie Stronnictwo Ludowe Jan Kowalik (23 825) Lesław Podkański (13 524) Ryszard Bondyra (7897) Ryszard Stanibuła (6562) | | Sojusz Lewicy Demokratycznej Jan Byra (11 084) |                                                                                                   | |                                                                                                   | |                                                                                                   |                                                                                                   |                                                                                                   |                                                                                                   |                                                                                                   |                                                                                                   |  |  |  |  |  |
| Województwo zielonogórskie                                                                        | | | | |                                                                                                   | |                                                                                                   | |                                                                                                   |                                                                                                   |                                                                                                   |                                                                                                   |                                                                                                   |                                                                                                   |  |  |  |  |  |
| Nr                                                                                                | Posłowie wybrani z list poszczególnych komitetów wyborczych (w nawiasach liczba zdobytych głosów)                                                                        | Posłowie wybrani z list poszczególnych komitetów wyborczych (w nawiasach liczba zdobytych głosów) | Posłowie wybrani z list poszczególnych komitetów wyborczych (w nawiasach liczba zdobytych głosów)                     | Posłowie wybrani z list poszczególnych komitetów wyborczych (w nawiasach liczba zdobytych głosów) | Posłowie wybrani z list poszczególnych komitetów wyborczych (w nawiasach liczba zdobytych głosów) | Posłowie wybrani z list poszczególnych komitetów wyborczych (w nawiasach liczba zdobytych głosów) | Posłowie wybrani z list poszczególnych komitetów wyborczych (w nawiasach liczba zdobytych głosów) | Posłowie wybrani z list poszczególnych komitetów wyborczych (w nawiasach liczba zdobytych głosów)                                                                           | Posłowie wybrani z list poszczególnych komitetów wyborczych (w nawiasach liczba zdobytych głosów) | Posłowie wybrani z list poszczególnych komitetów wyborczych (w nawiasach liczba zdobytych głosów) | Posłowie wybrani z list poszczególnych komitetów wyborczych (w nawiasach liczba zdobytych głosów) | Posłowie wybrani z list poszczególnych komitetów wyborczych (w nawiasach liczba zdobytych głosów) | Posłowie wybrani z list poszczególnych komitetów wyborczych (w nawiasach liczba zdobytych głosów) | Posłowie wybrani z list poszczególnych komitetów wyborczych (w nawiasach liczba zdobytych głosów) |  |  |  |  |  |
| 52                                                                                                | | Sojusz Lewicy Demokratycznej Tadeusz Biliński (25 045) Andrzej Brachmański (8085) Jadwiga Błoch (4350) | | Polskie Stronnictwo Ludowe Józef Zych (22 313) Jan Andrykiewicz (2894) |                                                                                                   | Unia Demokratyczna Czesław Fiedorowicz (8951) |                                                                                                   | Unia Pracy Kazimierz Pańtak (4527) |                                                                                                   |                                                                                                   |                                                                                                   |                                                                                                   |                                                                                                   |                                                                                                   |  |  |  |  |  |